# Pandémie de Covid-19 en Corée du Sud
- 1 à 9
- 10 à 99
- 100 à 499
- 500 à 999
- 1000 à 9999
- ≥10000

- Jour non inclus sur la carte
- Jour inclus sur la carte
- Dernier jour inclus sur la carte

La pandémie de Covid-19 en Corée du Sud est liée à la pandémie de Covid-19 venue de Chine à partir de décembre 2019. Les premiers cas confirmés viennent de personnalités s'étant rendues à Wuhan, épicentre de la contamination. La propagation prend de l'importance lors du diagnostic positif de la « patiente 31 », considérée comme un cas de superinfection, le 17 février 2020 après avoir côtoyé plus d'un millier de personnes au sein de son organisation religieuse, l'église Shincheonji de Jésus. La courbe des infections atteint un pic de 909 nouveaux cas le 29 février 2020 avant de s'aplatir. Le pays connaît une seconde vague en août 2020 avec un pic de 441 nouveaux cas le 27 août. Le nombre des nouvelles infections se stabilise autour de 100 pendant l'automne 2020 à cause des clusters d'infection sporadique.
La gestion de la pandémie en Corée du Sud est citée comme un modèle de lutte efficace pour répondre à une pandémie avec le cas de Taïwan, de Singapour et de Hong Kong. La stratégie du gouvernement du président sud-coréen Moon Jae-in consiste en une communication transparente par la technologie, la responsabilisation de la population, un dépistage massif de 20 000 tests par jour et un traçage complet du parcours et des contacts de chaque personne positive afin de repérer rapidement les foyers de contamination. Sans mettre en place de confinement, la Corée du Sud a stabilisé rapidement la courbe de contamination à partir du début du mois de mars autour de 8 000 puis 9 000 cas, bien en dessous des dizaines de milliers de l'Italie, de l'Iran, de l'Espagne, de la France et des États-Unis. Le nombre de morts est très inférieur également. Plusieurs pays comme l'Allemagne ont adopté une politique semblable à celle menée en Corée du Sud.
Les méthodes de traçage des personnes positives suscitent des interrogations sur le respect de la vie privée, notamment dans les pays occidentaux. Toutefois, la stratégie soulève très peu d'objections en Corée du Sud où la population mesure l'urgence de la situation. Le traçage est très encadré par la loi sud-coréenne. Les données sont stockées sur des serveurs extérieurs à l'État et doivent être détruites à la fin de la crise.
La contamination entraîne l'annulation ou le report d'événements tels que la rentrée scolaire, les événements sportifs et culturels, ainsi que des exercices militaires. La banque de Corée baisse sa prévision de croissance économique.
Au 2 octobre 2020, le nombre de sujets positifs recensés en Corée du Sud s'élève à 23 952, parmi lesquels 414 morts et 21 733 rétablis, ce qui représente un taux de létalité de 1,74 % nettement inférieur aux 3,4 % annoncés par l'OMS. Toutefois, en décembre 2020, le pays déclare plus de 1 000 personnes infectées à la Covid-19. 
Début mars 2022, la Corée du Sud est le pays qui enregistre le plus grand nombre de nouvelles contaminations en valeur absolue  (170 300 cas quotidiens), et le 10 mars 2022 le nombre de contaminations dépasse les 300 000 cas journaliers.

## Contexte
Plusieurs cas de pneumonie sont rapportés lors de la fin du mois de décembre 2019 dans la ville de Wuhan du Hubei en Chine. L'origine de la pneumonie est identifiée comme venant d'un nouveau coronavirus. Le caractère hautement contagieux du virus est rapidement établi par les scientifiques et le risque d'une épidémie avec une potentielle pandémie interpelle. Les nouvelles attirent l'attention du gouvernement chinois qui sonne l'alerte, non sans être critiqué pour sa gestion de crise. Lorsque la Chine sonne l'alerte, au début du mois de janvier, la Corée du Sud se prépare rapidement à une entrée du virus sur son territoire.
La Corée du Sud a connu les expériences du SRAS en 2003 et du MERS en 2015. Cette dernière épidémie avait entraîné un scandale politique. Un homme d'affaires sud-coréen s'étant rendu à Bahreïn, aux Émirats arabes unis et en Arabie saoudite avait attrapé la maladie. Il avait fallu des transferts dans trois hôpitaux différents et neuf jours pour établir le diagnostic correct. L'épidémie avait eu le temps de se transmettre à 186 personnes dont 38 sont mortes de la maladie. Le gouvernement de la présidente Park Geun-hye d'alors avait été vivement critiqué pour son opacité. En conséquence, la Corée du Sud a revu ses méthodes de lutte contre les maladies et développé des mesures afin de pouvoir répondre à une pandémie.

## Déroulement et chronologie
| Graphique des cas confirmés cumulés en Corée du Sud : |
| 25 000 50 000 75 000 100 000 125 000 150 000 20/01 2020 01/02 15/02 01/03 15/03 01/04 15/04 01/05 15/05 01/06 15/06 01/07 15/07 01/08 15/08 01/09 15/09 01/10 15/10 01/11 15/11 01/12 15/12 01/01 2021 15/01 01/02 15/02 01/03 15/03 01/04 15/04 01/05 15/05 01/06 - Morts - Guéris - Actifs |

### Origine et débuts (20 janvier - 17 février 2020)
Le premier cas détecté de maladie à coronavirus en Corée du Sud est annoncé le 20 janvier 2020 : il s'agit d'une femme chinoise de 35 ans à Incheon revenant d'un voyage à Wuhan, épicentre de l'épidémie de maladie à coronavirus en Chine,. Le 24 janvier, la Corée du Sud annonce son deuxième cas : un sud-coréen de 55 ans à Séoul qui a également voyagé à Wuhan. Ces deux personnes sont guéries et libérées début février. Trois autres cas sont diagnostiqués dans les jours qui suivent, tous en lien avec Wuhan et la Chine.
Le 30 janvier, le diagnostic d'un sud-coréen de 56 ans représente le premier cas sans lien avec Wuhan ou la Chine. Il s'était rendu dans un restaurant en compagnie du troisième patient.
Malgré les consignes gouvernementales de prévention, des groupes religieux poursuivent les rassemblements comme l'Église de l'Unification qui organise le mariage de plus de 6 000 couples venus de 64 pays en présence de 30 000 spectateurs. Bien que des masques soient distribués, les tenues des personnes et la tenue de l'événement lui-même sont considérées comme contraires aux consignes de prévention. Le gouvernement appelle les organisations religieuses à s'associer à la prévention.
Au 17 février, on dénombre trente cas en Corée du Sud, dont douze guéris. Une majorité d'entre eux ont voyagé à Wuhan et les autres entretiennent des liens familiaux ou amicaux avec les personnes infectées. L'épidémie est alors plutôt maîtrisée.

### Première vague: Shincheonji (18 février - 5 mai 2020)

#### Emballement (18 février - 8 mars 2020)
Le 18 février, une membre de l'église Shincheonji de Jésus est diagnostiquée alors qu'elle présentait de la fièvre depuis le 10 février. Elle constitue la 31e personne infectée, d'où son nom de « Patiente 31 ». Dans les deux dernières semaines, elle avait côtoyé 1 160 personnes lors de deux services religieux de Shincheonji, un diner dans un hôtel et des aller-retours entre l'hôpital et son domicile. Son cas est suivi par une augmentation rapide des cas confirmés de maladie à coronavirus en Corée du Sud. Vingt nouveaux cas sont signalés le lendemain, puis cinquante-trois le surlendemain. La Corée du Sud devient le plus grand foyer de propagation en dehors de Chine et du paquebot Diamond Princess au Japon le 23 février, atteignant un total de 602 cas détectés. Elle devient officiellement le plus grand foyer de contamination en dehors de Chine le 24 février avec 833 cas confirmés. L'augmentation du nombre de cas confirmés s'accompagne d'un intérêt accru pour la gestion de l'épidémie en Corée du Sud de la part des observateurs étrangers qui estiment que l'augmentation des chiffres démontre les capacités de la Corée du Sud à dépister le virus de façon rapide.

Déploiement de personnels pour lutter contre le coronavirus
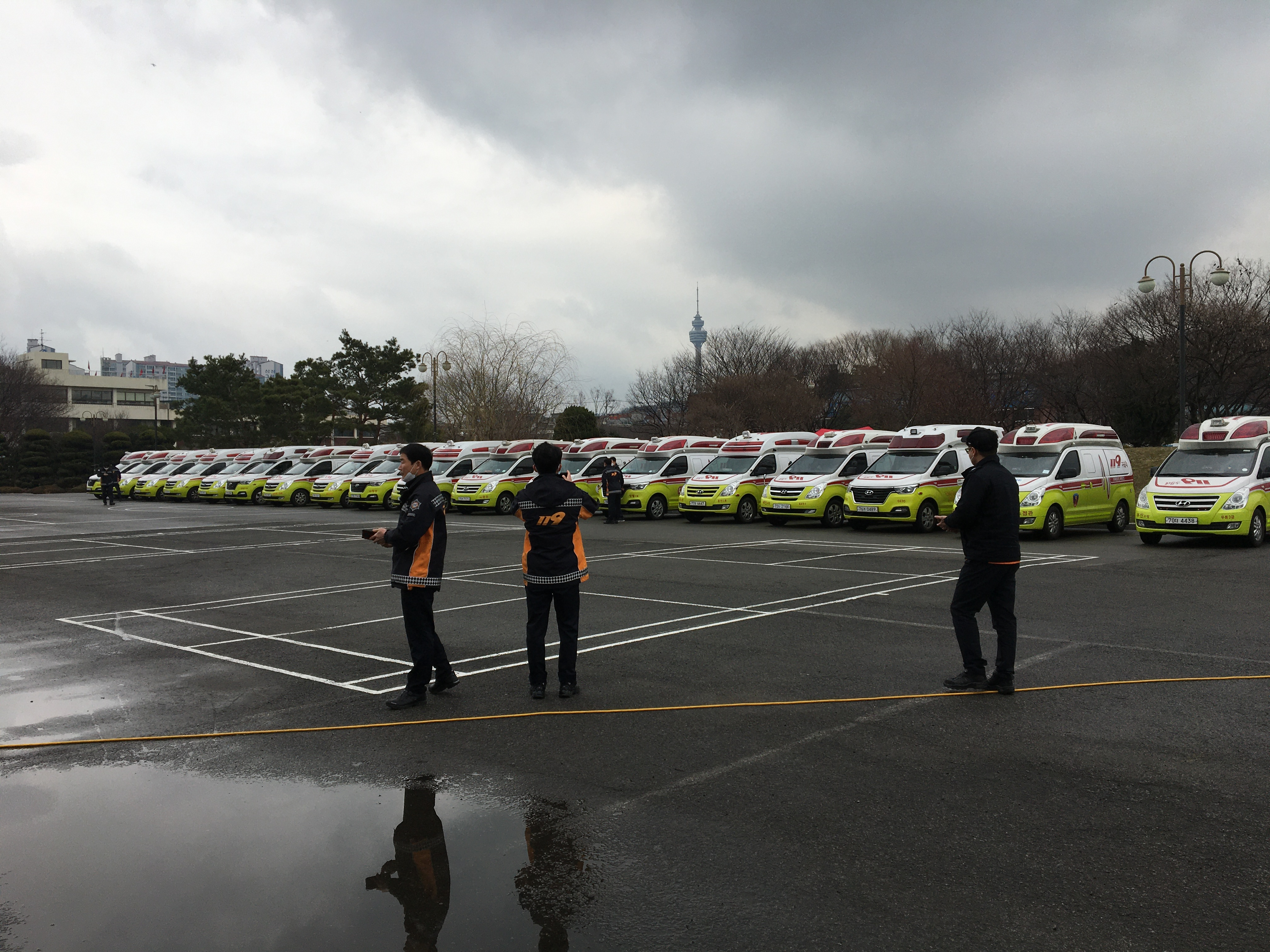
Rassemblement d'ambulances le 26 février.
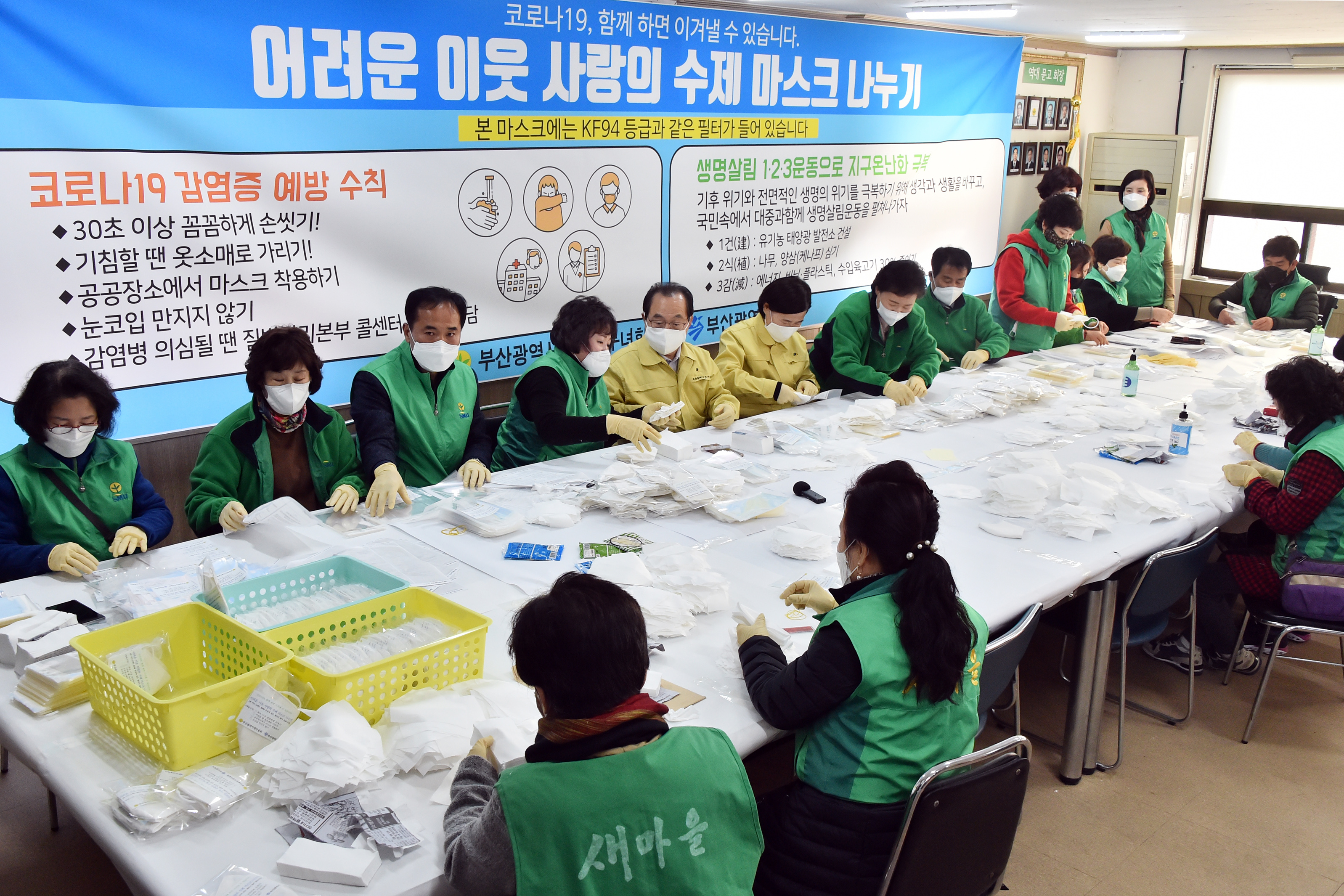
Fabrication de masques de protection à la main à Busan le 5 mars.

#### Diminution du nombre de nouveaux cas (9 mars - 23 mars 2020)

Nombre de cas (bleu) et nombre de morts (rouge) en échelle logarithmique.

Le lundi 9 mars 2020, la Corée du Sud annonce son plus faible nombre de nouveaux cas depuis les deux dernières semaines, ce chiffre étant en recul depuis les quatre derniers jours. Cette annonce survient alors que la Corée du Sud vient d'être dépassée par l'Italie en tant que foyer de contamination le plus important en dehors de Chine. Néanmoins, le ministre sud-coréen de la santé Park Neung-hoo estime qu'il est trop tôt pour parler d'une « amélioration ».
Si la diminution du nombre de nouveaux cas qui coïncide avec la fin des tests sur les membres de Shincheonji suscite de l'espoir, la découverte d'un nouveau foyer de propagation dans un centre d'appel le 9 mars à Séoul dans le quartier de Shindorim-dong laisse craindre un nouveau décollage de la contamination. Selon les médias sud-coréens, une partie des 207 employés d'un service client d'une compagnie d'assurance à l'intérieur de l'immeuble n'aurait pas respecté la consigne de garder son masque, y compris pour répondre au téléphone. La fin du ralentissement du nombre de nouveaux cas se confirme temporairement le lendemain avec 242 nouveau cas le matin du 11 mars contre 35 la veille.

Foyer du centre d'appel à Séoul
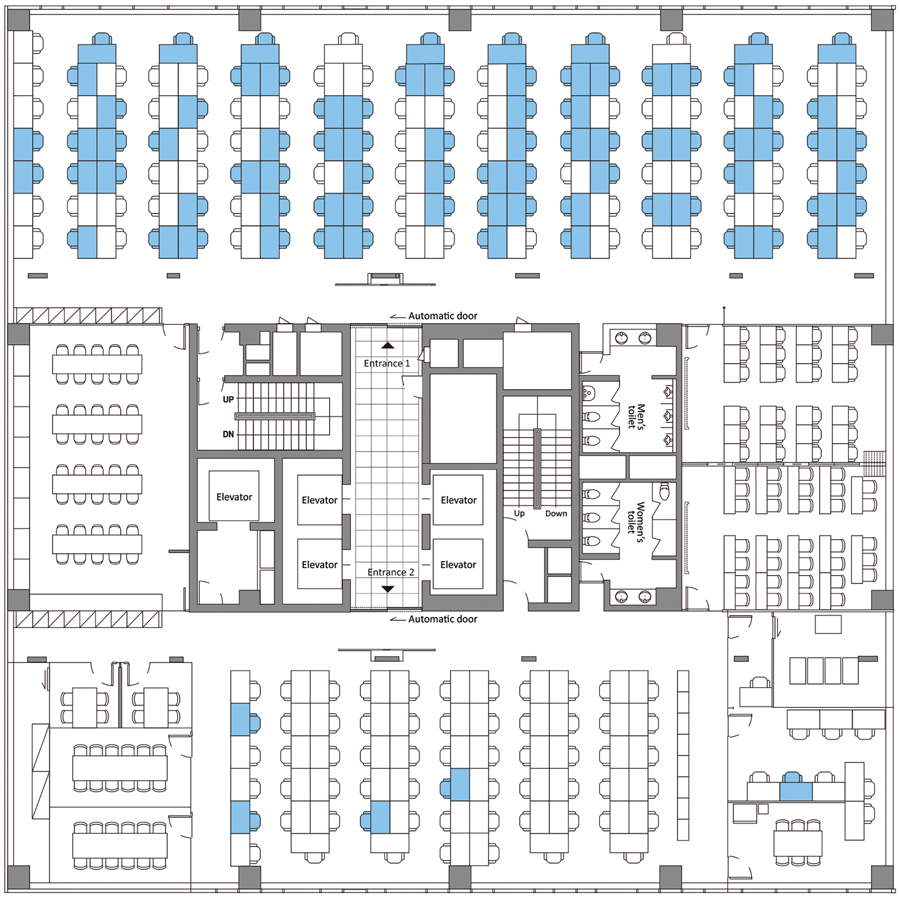
Traçage d'une infection de groupe dans le centre d'appel à Séoul.
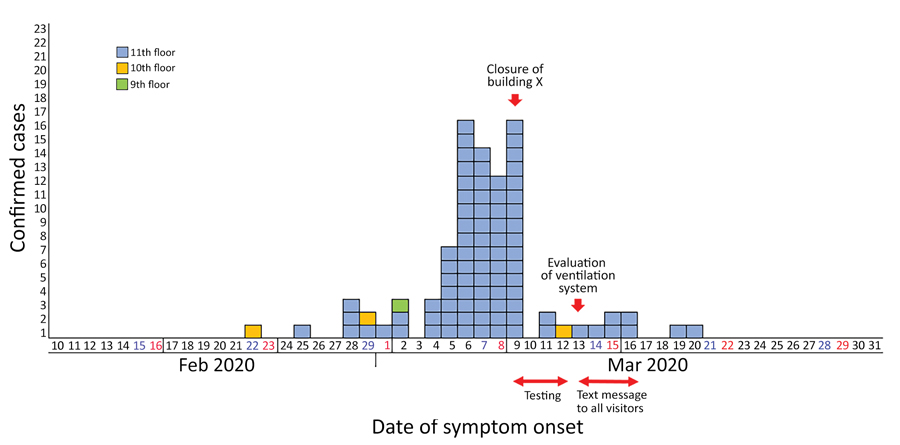
Graphique de la contamination dans le centre d'appel à Séoul.

Les nouvelles s'améliorent. Le 13 mars, le nombre de rétablis l'emporte sur le nombre de nouveaux cas pour la première fois, ce que les médias coréens désignent par les termes de « croix dorée »,. Du 14 au 17 mars, le nombre de nouveaux cas descend en dessous de cent pendant quatre jours consécutifs,. Le 23 mars, le KCDC annonce 62 nouvelles infections, soit le plus faible total en Corée du Sud depuis un mois.
En parallèle à ces diminutions, la population coréenne commence à reprendre l'habitude de se réunir et porte moins le masque. Le gouvernement sud-coréen exhorte sa population à continuer de respecter les règles, rappelant que le combat est loin d'être terminé.

#### Cas importés et diminution poursuivie (24 mars - 7 avril 2020)
Des cas importés commencent à s'observer à partir de la fin du mois de mars, ce qui soulève la question d'un durcissement des mesures de prévention pour les voyageurs venant des États-Unis comme celles déjà en vigueur pour l'Europe. Le 25 mars, la Corée du Sud annonce que les voyageurs en provenance des États-Unis doivent passer deux semaines de confinement comme plusieurs pays européens. Le 28 mars, la Corée du Sud atteint un taux de guérison supérieur à 50 % par rapport au nombre total de cas détectés. En revanche, l'augmentation du taux de décès à 1,52 % suscite la prudence, de même que celui des plus de 80 ans monté à 16,2 %. Ces chiffres restent néanmoins nettement inférieurs à ceux d'une majorité d'autres pays foyers de contamination.
Le gouvernement coréen resserre les mesures de quarantaine pour les personnes arrivant de l'étranger à partir du 1er avril 2020 après plusieurs cas de non-respect des consignes d'isolement.

#### Assouplissement des mesures de distanciation sociale (8 avril - 5 mai 2020)
Du 13 au 17 avril, les nouvelles infections restent en dessous de 30 pendant cinq jours consécutifs. Toutefois, des cas de patients considérés guéris testés à nouveau positifs soulèvent de nombreuses questions au niveau national et international. Ces nouvelles mettent en doute l'idée d'une sortie de crise par l'immunité collective. La Corée du Sud annonce que 51 cas concernant des personnes considérées guéries sont testés positifs le 12 avril. L'hypothèse privilégiée est une réactivation du virus plutôt qu'une deuxième infection jugée improbable à cause des anticorps développés par le patient. L'hypothèse d'une défaillance du système de test et de « faux négatifs » est également considérée. Au 17 avril, le nombre de guéris testés positifs augmente à 163. Une explication est trouvée au début du mois de mai à ces cas re-testés positifs. Les résultats ne seraient dû ni à une réactivation, ni à une réinfection, mais à la présence de « cellules mortes » formées dans les poumons et expulsées vers le nez ce qui aurait entraîné des faux-positifs à cause du prélèvement dans le nez lors du test.
Le 15 avril, les élections législatives se tiennent sous haute surveillance et enregistrent une participation historiquement élevée de 66,2 %. Deux semaines plus tard, aucune augmentation liée à leur déroulement n'est observée. À la fin du mois d'avril, la Corée du Sud enregistre moins de quinze infections quotidiennes à partir du 17 avril. Au 1er mai, le pays rapporte moins de dix cas pendant au moins trois jours consécutifs. Le 30 avril marque la première fois qu'aucun cas de transmission locale est enregistré en 72 jours,.
En raison de l'infléchissement de la courbe, le gouvernement prévoit de mettre fin aux mesures de distanciation sociale. Le 6 mai, la Corée du Sud passe au régime de « quarantaine dans la vie quotidienne ». Les événements et rassemblements sont de nouveau autorisés sous réserve de respecter les gestes barrières. La réouverture des écoles est prévue à partir du 20 mai. Le gouvernement appelle néanmoins à maintenir la vigilance.

#### Foyer d'Itaewon et «seconde vague» (6 mai - 9 août 2020)
Alors que le pays semble en voie de reprendre une vie normale, la détection d'un nouveau cas positif le 6 mai met les autorités en alerte. Un homme de 29 ans est diagnostiqué positif alors qu'il s'était rendu dans des bars et des discothèques très fréquentées du quartier d'Itaewon à Séoul. Le nombre de contacts qui a pu être infecté est estimé d'environ 2 000 personnes. Douze cas en lien avec ce foyer sont confirmés le 7 mai, puis dix-huit le lendemain. Le traçage de ce foyer s'avère difficile, plusieurs de ces bars et discothèques étant fréquentés par des LGBT dont de nombreux droits ne sont pas reconnus en Corée du Sud. La nouvelle de ce foyer suscite des réactions homophobes sur les réseaux sociaux. En réaction, le Premier ministre Chung Sye-kyun encourage l'ensemble des personnes concernées à se soumettre à un test en promettant une « confidentialité absolue ». Les boîtes de nuit de Séoul sont ainsi fermées jusqu'à nouvel ordre.
L'émergence persistante de foyers d'infection, en majorité dans la région de Séoul, mène à une déclaration de « seconde vague » de la directrice des KCDC, Jeong Eun-kyeong en juin 2020,. Le nombre d'infections journalier oscille entre 35 et 50. L'OMS exprime son scepticisme sur la déclaration de seconde vague, évoquant la stabilité du nombre d'infections.
En juillet 2020, la ville de Gwangju émerge brièvement comme nouveau foyer d'infection. Le nombre de cas importés connaît une augmentation importante en raison d'infections dans les navires russes à Busan et de rapatriements de Sud-Coréens depuis l'étranger. 90 travailleurs sud-coréens en Irak parmi 300 rapatriés en Corée du Sud présentent des symptômes, ce qui entraîne un bond supérieur à cent cas enregistrés.
Le 3 août, le nombre d'infections locales diminue à trois, soit le plus bas niveau depuis trois mois.

### Seconde vague: résurgence dans les milieux évangéliques (10 août - 20 septembre 2020)
Le pays connait début août une résurgence des contaminations, particulièrement dans les milieux évangéliques où des infections groupées liées à des temples protestants sont détectées. Le 10 août, alors que le pays recense 30 nouvelles infections, les enquêtes épidémiologiques relient sur les derniers jours plus de 30 cas à un lieu de culte à Goyang, parmi lesquels des infections au marché de Namdaemun et dans une garderie. Le nombre grimpe à 54 le lendemain. Le nombre monte au-dessus de 100 le 14 août, puis atteint son plus haut niveau en cinq mois le 15 août avec 166 nouvelles détections.
Le nouveau pic survient dans une ambiance délétère. Le pays connaît tout au long de l'été de fortes pluies et le passage de typhons qui causent des glissements de terrain et des inondations, entraînant plusieurs morts et des dégâts matériels,,. Une grève générale des médecins marque le 14 août pour protester contre le projet du gouvernement sud-coréen d'augmenter le nombre de médecins et le projet d'intégrer la médecine orientale traditionnelle dans le système d'assurance de santé publique. Selon le ministère de la Santé, 10 584 des 33 836 cliniques du pays ferment leurs portes le 14 août. Le 15 août, jour de la libération, une manifestation d'ampleur contre la politique du président Moon Jae-in se tient sur la place Gwanghwamun dans le centre de Séoul. L'église évangélique Sarang Jeil, où des cas de Covid-19 sont détectés, et le groupe civique conservateur Freedom Union sont derrière l'organisation de la manifestation. Les cas liés à l'église Sarang Jeil bondissent à 249 le 16 août. Les participants de cette manifestation, environ 20 000 personnes, viennent de tout le pays et des milliers de cas de Covid-19 sont détectés pendant toute la deuxième partie du mois d'août. Le 21 août, les nouveaux cas détectés dépassent les 300 et le 22 août, l'ensemble des dix-sept principales villes et provinces rapportent de nouveaux cas pour la première fois. Le 27 août, le pays rapporte un pic de 441 cas. C'est la deuxième fois qu'une secte religieuse est mise en cause de la propagation du Covid-19 en Corée du Sud.
Le ministère de la Santé reconnait que la situation est « grave » et déclare craindre « une propagation des infections dans tout le pays ». Les militaires se voient interdire de quitter leurs bases. Le gouvernement sud-coréen élève le niveau de distanciation sociale au niveau 2 sur une échelle de 3 pour deux semaines à partir du 16 août. Le port du masque devient obligatoire à Séoul à partir du 24 août. Les autorités sanitaires et la municipalité de Séoul déposent plainte contre le dirigeant de l'église évangélique Sarang Jeil, le pasteur Jeon Kwang-hoon, l'accusant de ne pas avoir respecté un ordre de quarantaine et d'avoir freiné le traçage des contacts des personnes contaminées,. Jeon Kwang-hoon est dépisté positif au Covid-19. La police perquisitionne un des temples protestants de l'église Sarang Jeil le 21 août.

### Troisième vague: multiplication des foyers d'infections sporadiques (depuis le 8 novembre 2020)

#### Nouvelles contaminations et augmentation du niveau de distanciation sociale (8 novembre - 11 décembre 2020)
Alors que l'épidémie montre des signes de ralentissement début novembre, les nouvelles contaminations remontent au-dessus de cent sur fond de transmissions non détectées parmi les populations plus jeunes et en meilleure santé. Le 19 novembre, les autorités élèvent le niveau 1 de distanciation sociale, qui avait été décrété le 7 novembre dans la région de Séoul, au niveau 1,5. La recrudescence de nouveaux cas oblige l'élévation au niveau 2 le 24 novembre. Au début décembre 2020, le pays déclare entre 500 et 600 nouveaux cas quotidiens.

#### Pic de la troisième vague (12 décembre 2020 - 2 janvier 2021)
Le samedi 12 décembre 2020, le pays déclare 950 nouveaux cas à la suite d'infections groupées, un record en près de onze mois. Le 13 décembre 2020, la Corée du Sud déclare 1 030 nouveaux cas, franchissant le seuil des 1 000 cas pour la première fois,. Le gouvernement envisage de déployer le niveau de 3 distanciation sociale, le niveau le plus élevé, mais se montre prudent face à son adoption car les impacts sur l'économie nationale pourraient être importants. Le 20 décembre, la ville de Séoul annonce n'avoir plus de lit de soins intensifs disponible. Le 22 décembre, la Corée du Sud annonce l'interdiction des réunions de cinq personnes ou plus à l'échelle nationale du 24 décembre au 3 janvier. La plus grande diffusion du coronavirus dans un établissement survient dans un centre de détention de l'est de Séoul avec 762 détenus contaminés dont un mort.
Les autorités coréennes confirment les premiers cas positifs d'une nouvelle mutation du SARS-Cov-2 sur trois personnes en provenance du Royaume-Uni. Les vols en provenance du Royaume-Uni sont interdits à partir du 23 décembre.

#### Explications à la recrudescence et ajustement de la stratégie de lutte (depuis le 16 décembre 2020)
Plusieurs explications sont avancées aux difficultés de la Corée du Sud à contenir la troisième vague :
- Il s'agit d'infections communautaires à une petite échelle sur lesquelles le traçage sud-coréen est moins efficace[79] ;
- Le climat hivernal est plus favorable à une transmission du virus :
  - Le virus survit plus longtemps sur les surfaces par un temps froid et sec[80] ; il peut survivre plus d'une semaine sur les surfaces à une température de −4 °C et une humidité de 20 ou 30 %[80] ;
  - Les micro poussières, qui sont dues à la pollution et qui flottent dans l'air à cause des basses pressions atmosphériques, peuvent être un vecteur de transmission du SARS-Cov-2[80] ; 30 % des micro poussières en Corée du Sud viennent de Chine et le reste vient des centrales électriques sud-coréennes et des émissions de gaz de voiture[80] ; conséquence des risques de contamination dans les transports en commun, les Sud-Coréens utilisent la voiture plus fréquemment, ce qui augmente ces émissions de gaz[80] ;
  - En hiver, les personnes se rencontrent plus souvent en intérieur dans des lieux confinés comme des cafés où elles retirent leur masque[80] ; le manque d'aération de ces lieux à cause du froid à l'extérieur augmente les risques d'infection[80] ;
  - Le froid sec induit du stress et de l'anxiété chez les personnes âgées, ce qui réduit leur système immunitaire et augmente davantage le risque d'une infection par le virus[80] ;
- Une partie de la population est moins encline à suivre les directives de distanciation sociale que lors de la première vague :
  - Le choc suscité par la première vague de février et mars 2020 à Daegu poussait les citoyens sud-coréens à suivre précisément les directives, à porter le masque et à rester chez eux[80]. En novembre et décembre 2020, l'habitude de la situation pandémique induit une baisse de la prudence et de la méfiance[80]. La population continue globalement de porter le masque, mais le porte plus souvent dans des rues vides et le retire pour manger et boire dans des lieux publics tels que les cafés et les restaurants où les personnes entrent en contact rapproché[80] ;
  - La popularité du président Moon Jae-in, pourtant à l'un de ses plus hauts niveaux en avril-mai 2020, s'effrite sensiblement pendant l'été 2020 à cause de l'inflation immobilière[81] et atteint son plus bas niveau en décembre à la suite du bras de fer judiciaire de son gouvernement avec le parquet[82],[83]. Un sondage de Realmeter indique 37,4 % d'opinions positives et 59,1 % d'opinions négatives pour le président Moon Jae-in et le parti démocrate ne cumule plus que 30 % d'opinions positives au 24 décembre[83]. Ce manque de confiance complique la communication des risques entre le gouvernement et la population[80] ; il peut réduire l'efficacité de la mise en place des mesures préventives par un gouvernement que les Sud-Coréens n'écoutent pas, faute de le considérer crédible[80].

Le maire de Séoul, Seo Jung-hyup, annonce son ambition de tester les 9 millions d'habitants de Séoul pour repérer les cas asymptomatiques qui n'ont pas été détectés et qui permettent la circulation du virus.
Le 23 décembre, l'exécutif sud-coréen annonce que les sites touristiques seront fermés et les groupes de cinq personnes ou plus interdits dans les restaurants.

#### Baisse des nouvelles contaminations (depuis le 3 janvier 2021)
Les contaminations quotidiennes descendent en dessous de 700 pendant la première semaine de janvier. Le 11 janvier, le nombre de nouveaux cas diminue au plus bas depuis 41 jours avec 451 nouveaux cas, bien que des foyers d'infection communautaire persistent.

### Quatrième vague: contaminations par le variant Omicron (mars 2022)
Malgré une très bonne couverture vaccinale le pays subit « une vague de mortalité sans précédent depuis le début de la pandémie, liée au sous-variant BA.2 ».
Le 10 mars les contaminations quotidiennes franchissent "la barre des 300.000 pour la première fois juste une semaine après avoir atteint les 200.000 le 2 mars".
Pourtant Séoul assouplit une partie des mesures antivirus "afin de réduire les difficultés financières des petites entreprises". Ainsi les cafés et restaurants sont autorisés à rester ouverts jusqu'à 23h.

## Prévention et gestion

### Contrôles aux frontières
Malgré des pressions dans l'opinion publique, la Corée du Sud n'applique aucune interdiction d'entrée sur son territoire pendant la pandémie ce qui en fait l'un des rares pays dans ce cas à être parvenus à contenir la propagation du virus. En revanche, elle impose des contrôles stricts aux frontières qui sont d'abord appliqués à des catégories ciblées de passagers avant d'être généralisés à tous les voyageurs entrant sur le territoire.
Dès la mise en évidence d'une contagion à Wuhan, le gouvernement sud-coréen impose des contrôles aux frontières le 3 janvier.
Le système de contrôle aux frontières strict est renforcé à partir du 19 mars. Le contrôle de température devient obligatoire pour tous les passagers le 19 mars, puis les voyageurs en provenance d'Europe sont soumis à un dépistage systématique à partir du 22 mars. Le dépistage est étendu aux voyageurs en provenance des États-Unis le 25 mars. À partir du 1er avril, tous les entrants se soumettent à une quarantaine obligatoire de deux semaines.
À partir du 13 juillet, selon un haut responsable du ministère de la Santé et des Affaires sociales, tous les voyageurs en provenance de pays dits « à haut risque » devront présenter un certificat dans les 48 heures pour prouver qu'ils ont été testés négatifs face au nombre important de cas importés.
Le 23 décembre 2020, alors que le pays lutte contre la troisième vague de contamination et qu'une nouvelle souche plus contagieuse du virus se propage au Royaume-Uni, la Corée du Sud annonce la suspension de tous les vols en provenance et à destination du Royaume-Uni jusqu'au 31 décembre 2020, puis prolonge la suspension jusqu'au 3 janvier 2021. La température limite passe de 37,5 °C à 37,3 °C.

### Méthode des 3T: tester, tracer et traiter
Contrairement à la Chine et à la plupart des pays occidentaux, la Corée du Sud ne met pas en place de quarantaine ni de confinement de grande ampleur. Elle adopte une stratégie poussée de lutte qui repose sur la méthode des 3T. Les 3T signifient tester, tracer et traiter (en anglais : test, trace and treat). Cette méthode repose sur un dépistage de masse des cas symptomatiques et asymptomatiques (tester), un travail d'identification des voies de transmission, des foyers d'infection et des cas contact (tracer) ainsi que l'admission des malades et l'isolement des contacts (traiter). La méthode repose également sur une communication transparente et sur la responsabilisation de la population.

#### Dépistage massif
La Corée du Sud organise un maillage de 633 sites de test et de plus d'une centaine de laboratoires de dépistage. La Corée du Sud a mis en place une organisation capable de réaliser plus de 60 000 tests de dépistages par jour,. En date du 15 mars, le nombre de dépistés total s'élève à plus de 250 000.
Quatre entreprises habilitées à la fabrication produisent les kits de dépistage au rythme de 140 000 par semaine. Les kits sont distribués à un réseau de 500 cliniques dont 40 sont ambulantes. Près d'une centaine de laboratoires privés et publics analysent les échantillons environ cinq à six heures après le prélèvement.
Le 26 février, une nouvelle méthode de dépistage est mise en place : le drive-in, inspirée d'un drive-in de fast-food. Cette méthode consiste à faire passer les conducteurs à travers différents bureaux et réaliser un test de dépistage de moins d'une dizaine de minutes directement dans la voiture en évitant le contact ; les agents de santé qui procèdent au test sont vêtus de combinaisons protectrices contre les matières dangereuses. La procédure originelle dans un centre de santé prend une heure en comparaison. Du fait de la diminution des contacts avec les autres personnes et de sa rapidité, la nouvelle méthode est considérée plus efficace et plus sûre, notamment pour les médecins qui sont moins exposés au Covid-19.

Drive-in de dépistage du coronavirus en Corée du Sud
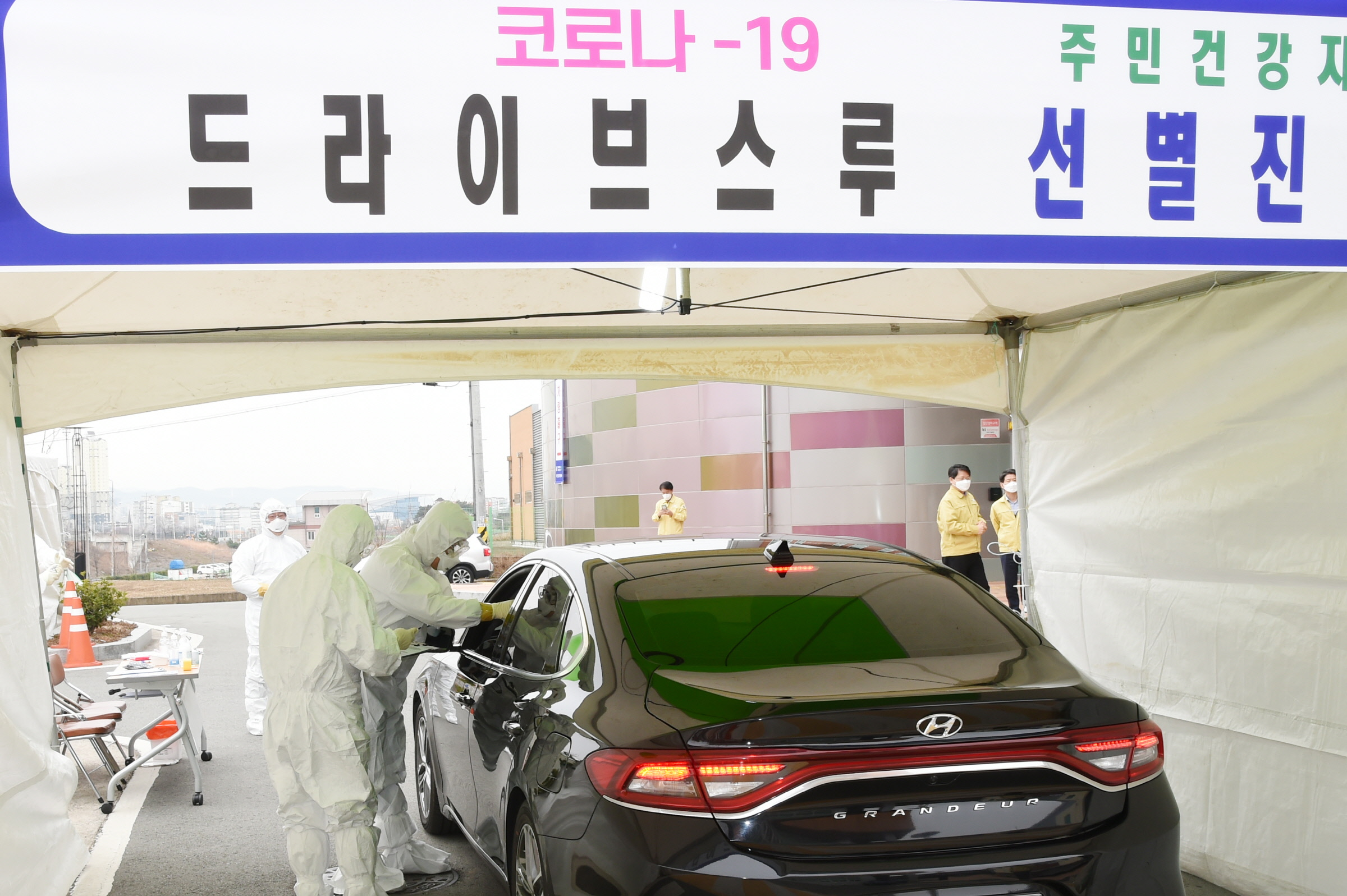
Test de dépistage en drive-in à Gyeongju le 28 février 2020.
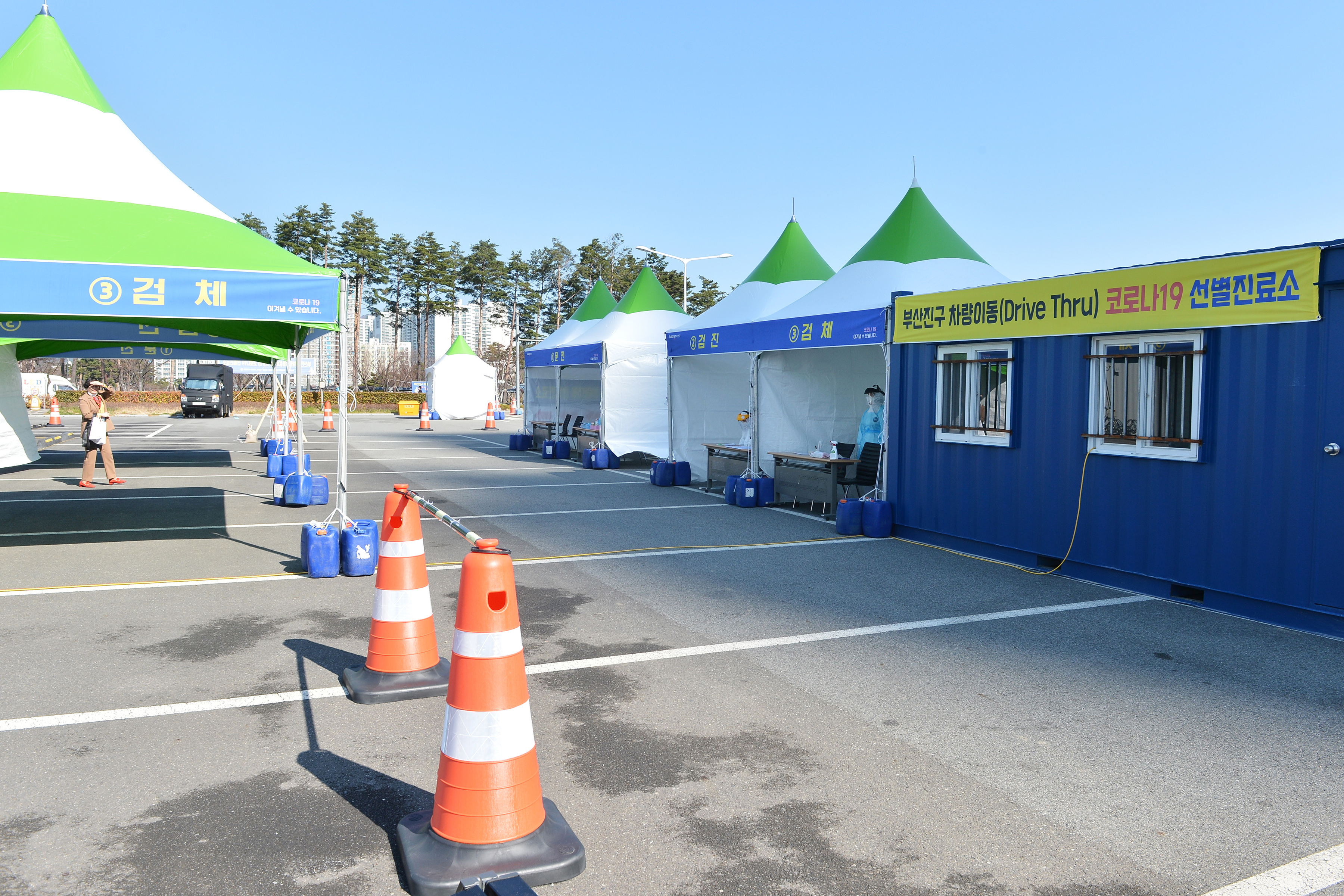
Installations de test en drive-in à Busan le 11 mars 2020.
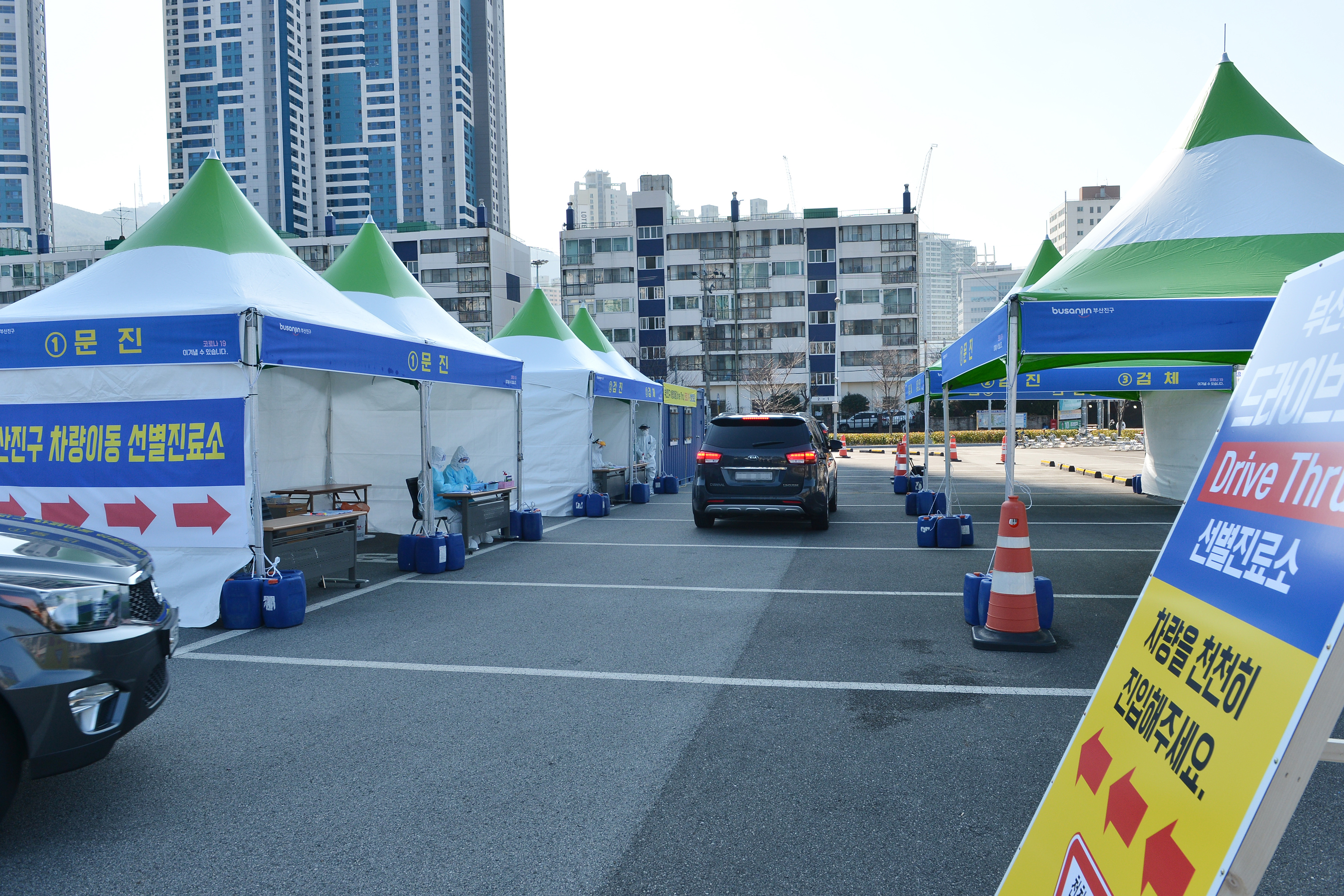
Installations de test en drive-in à Busan le 11 mars 2020.

Vers la mi-mars, la Corée du Sud développe des cabines de dépistage permettant au personnel soignant de réaliser un dépistage en limitant les contacts au moyen d'une vitre plastifiée et d'un interphone. Cette nouvelle méthode de dépistage dure en moyenne sept minutes.
Les tests sont gratuits pour les cas-contacts et les personnes présentant des symptômes. Cependant, la hausse des cas d'infections groupées en décembre 2020 sur fond de troisième vague pousse les autorités à ouvrir 150 nouveaux centres de dépistages provisoires afin de repérer les cas asymptomatiques qui permettent la circulation du virus. Ces tests sont gratuits pour tous et ne nécessitent que de fournir un numéro de téléphone portable afin de garantir l'anonymat.

#### Traçage numérique
Les déplacements de chaque personne infectée sont retracés afin d'identifier les personnes s'étant retrouvées en contact avec le malade. Cette recherche est effectuée au moyen des images de caméras de surveillance, de l'utilisation de la carte bancaire et du bornage des téléphones portables. Un SMS est envoyé aux personnes s'étant trouvées à proximité lorsqu'un nouveau cas est détecté et les proches de la personne infectée se voient proposer un test de dépistage.
Des applications sont développées par des entreprises en reprenant les statistiques publiées par le gouvernement. Les Sud-Coréens reçoivent des incitations à télécharger ces applications. Elles permettent aux Sud-Coréens de se tenir au courant des détections de cas et de connaître les zones qui présentent une probabilité élevée de transmission de la maladie. Il est alors recommandé à la population d'éviter ces zones à risques.

#### Admission, isolement et auto-confinement
Lorsqu'un cas positif est détecté, un traitement différent peut être appliqué. Les cas graves ou présentant des symptômes importants sont admis à l'hôpital. Les autres sont isolés et placés en quarantaine pendant quatorze jours dans une chambre d'hôtel ainsi que les personnes qui se sont retrouvées en contact. Le gouvernement livre aux personnes isolées un kit de quarantaine qui contient dix masques de protection, du gel désinfectant, des sac poubelles spéciaux, un thermomètre, des nouilles, des soupes, du shampoing et des conserves de thon. Les personnes ne respectant pas les consignes d'isolement risquent des amendes très importantes de plusieurs milliers d'euros,, voire l'expulsion dans le cas de personnes étrangères.
Dans les hôpitaux, les personnes présentant des symptômes sont placées sous surveillance vidéo constante du personnel médical placé dans une salle à l'écart.

### Communication gouvernementale
Le gouvernement et les centres coréens de contrôle et de prévention des maladies publient des recommandations pour la population afin de contenir la propagation du virus.

Recommandations publiées par les centres coréens de contrôle et de prévention des maladies
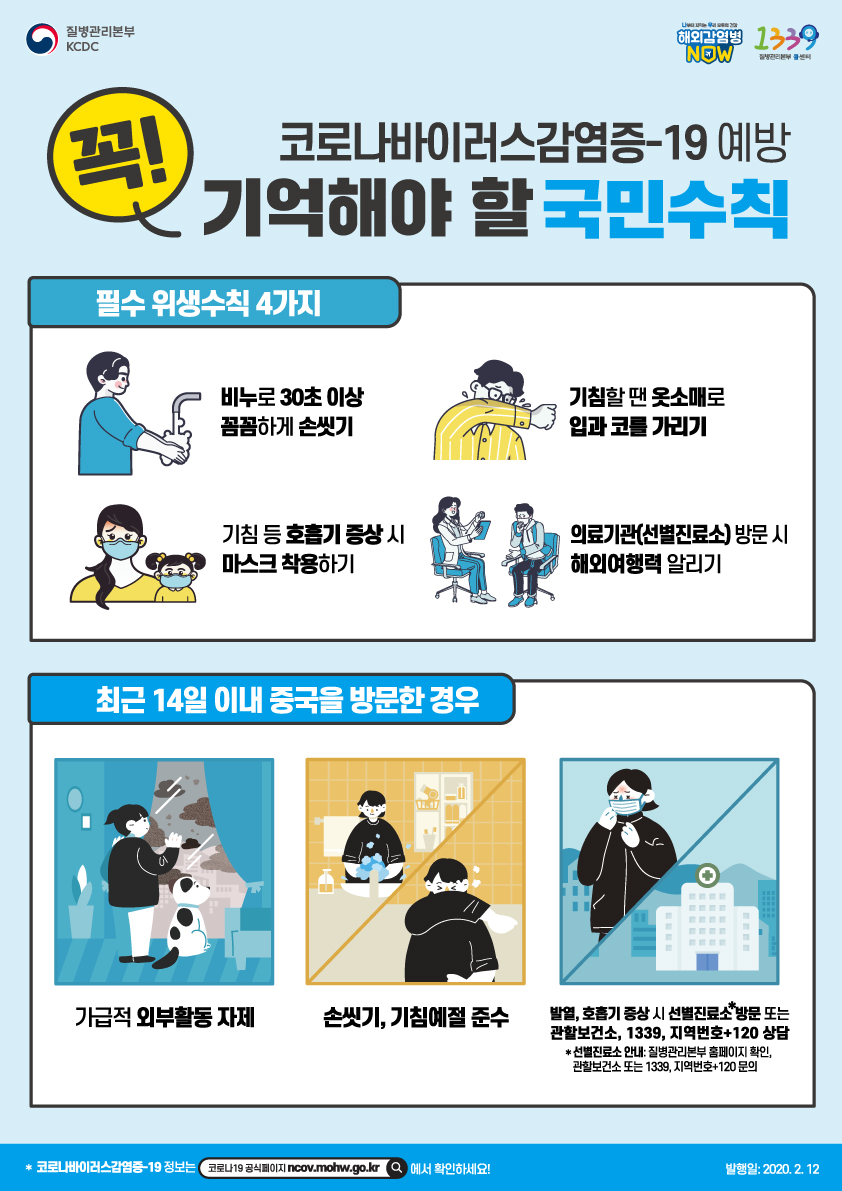
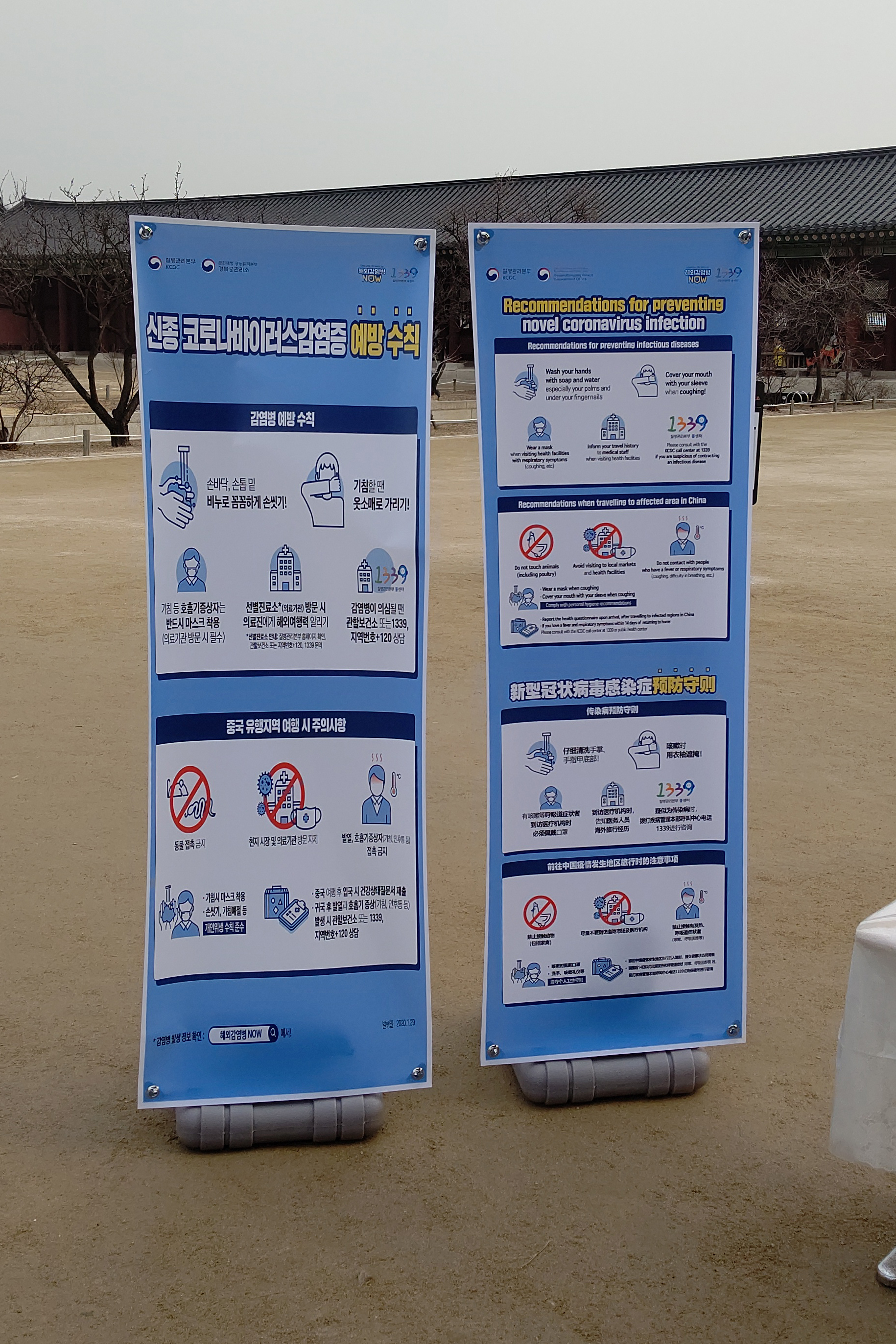
Notice près de Gyeongbokgung à Séoul

Le gouvernement coréen publie le 25 mai une page d'information sur ses méthodes de lutte contre le Covid-19. La page est traduite en anglais.

### Distribution de masques

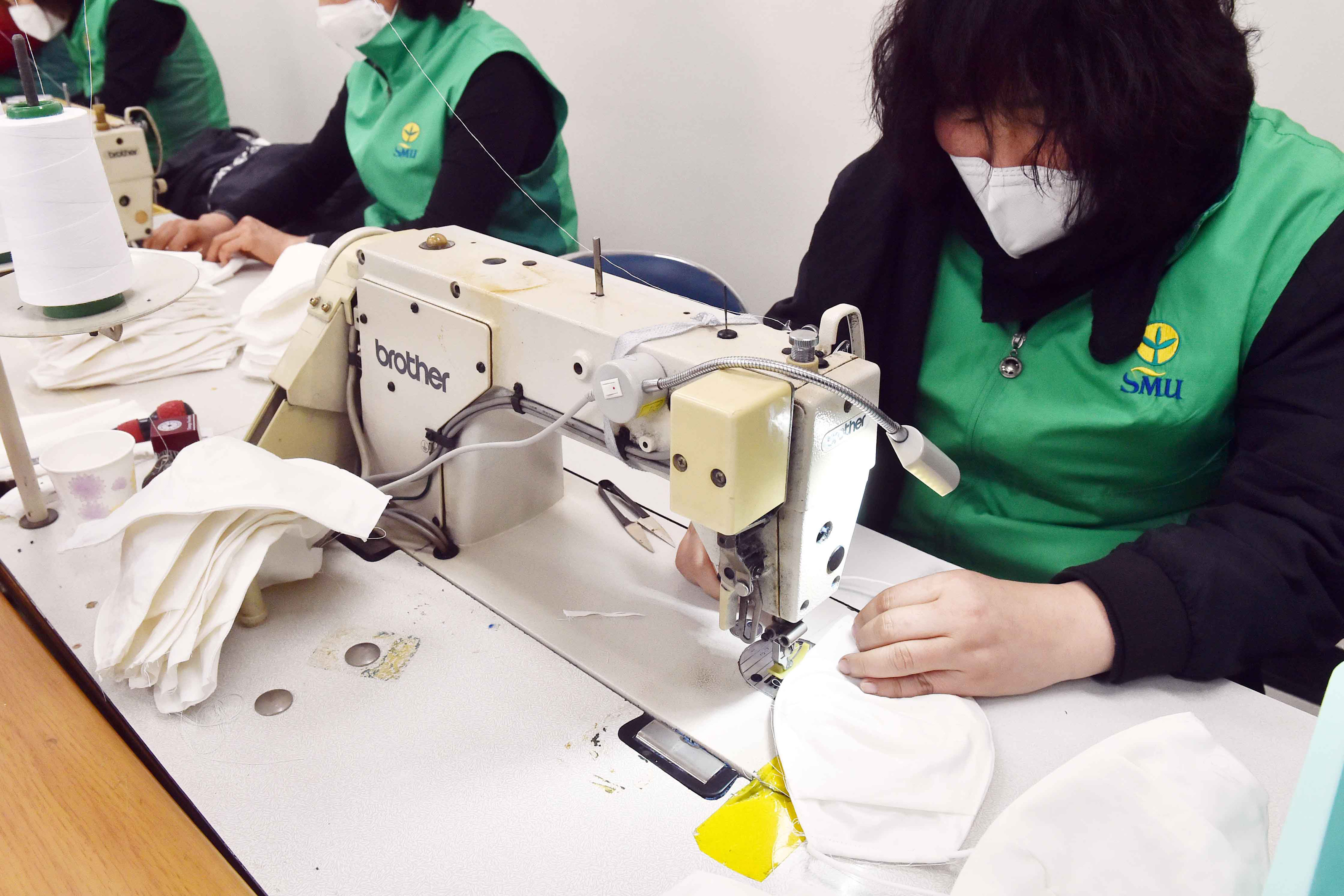
Production de masques à Busan le 5 mars.

Le gouvernement ne met en place aucune mesure de confinement ou de quarantaine à grande échelle au contraire de l'Italie ou de la France et se contente d'inviter la population à pratiquer la distanciation sociale, à porter le masque et à limiter ses déplacements en annulant les événements sportifs et en reportant la rentrée scolaire,. Le port de masques se généralise rapidement, entraînant d'impressionnantes queues de centaines de personnes devant les supermarchés. En réaction à ces images, le gouvernement apporte un soutien à la production de masques et met en place un rationnement de deux masques KF94 par semaine. L'accès à la pharmacie est organisé en fonction du dernier chiffre de l'année de naissance : les personnes nées une année se terminant par un 1 ou un 6 ont accès à la pharmacie le lundi ; celles nées une année se terminant par un 2 ou un 7 ont accès à la pharmacie le mardi et ainsi de suite. Au début de la crise, les masques étaient disponibles en montant dans les bus[pas clair]. À partir du 27 avril, le rationnement est augmenté à trois masques par semaine dans les pharmacies.

Distribution de masques dans les pharmacies
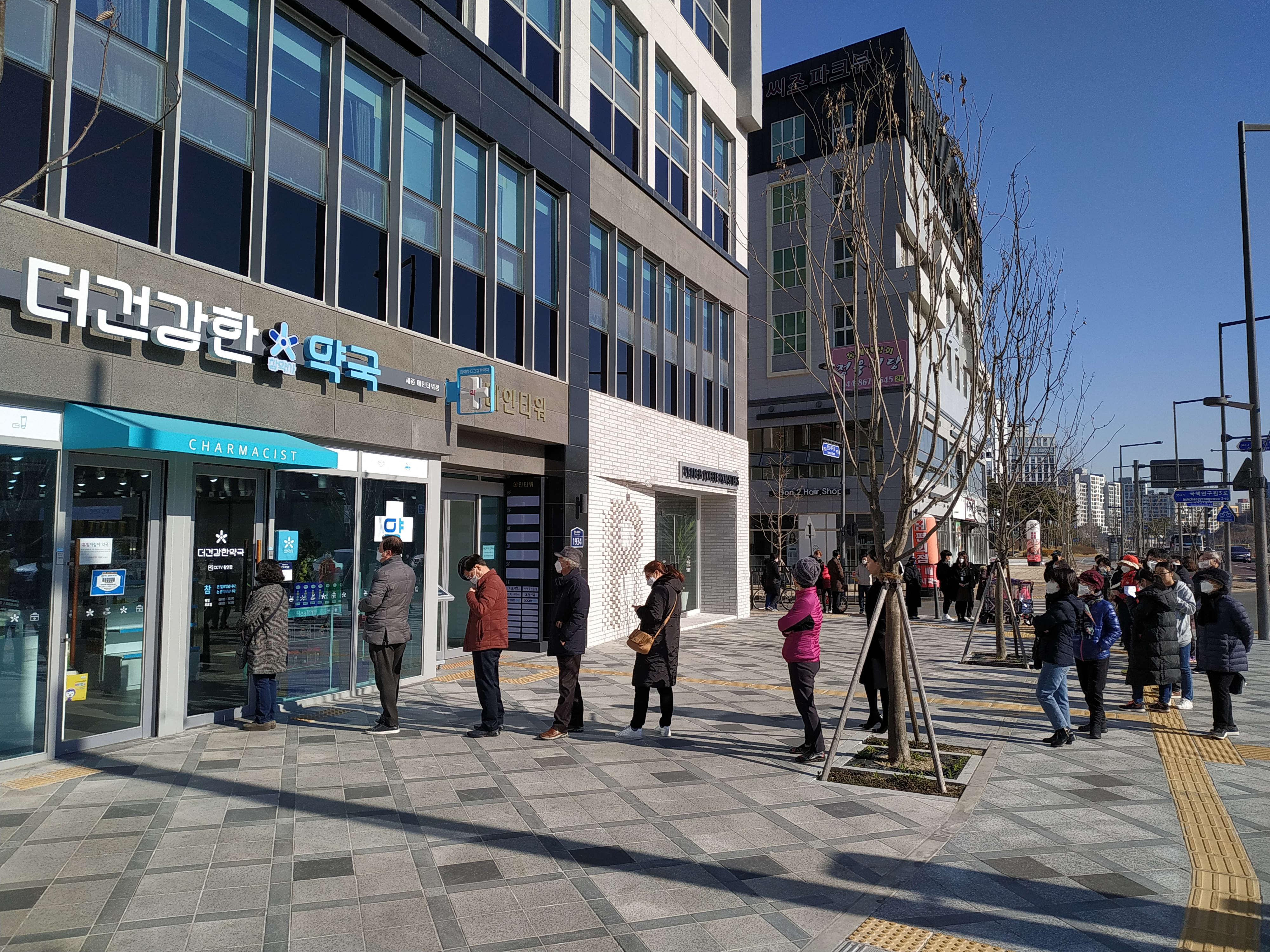
À Sejong le 16 mars.
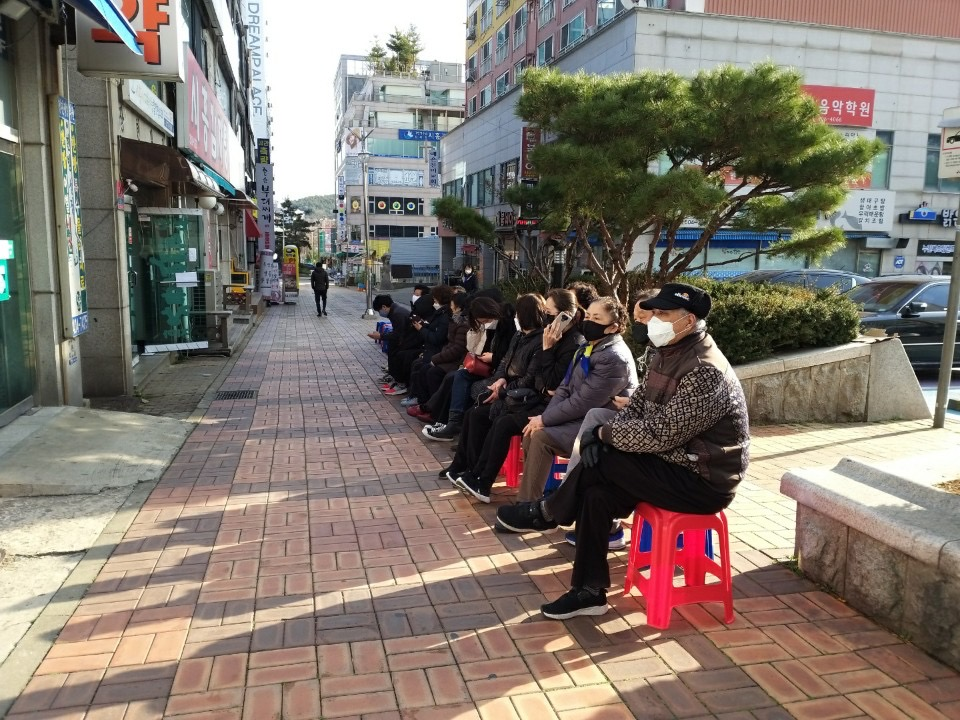
À Siheung le 13 mars.
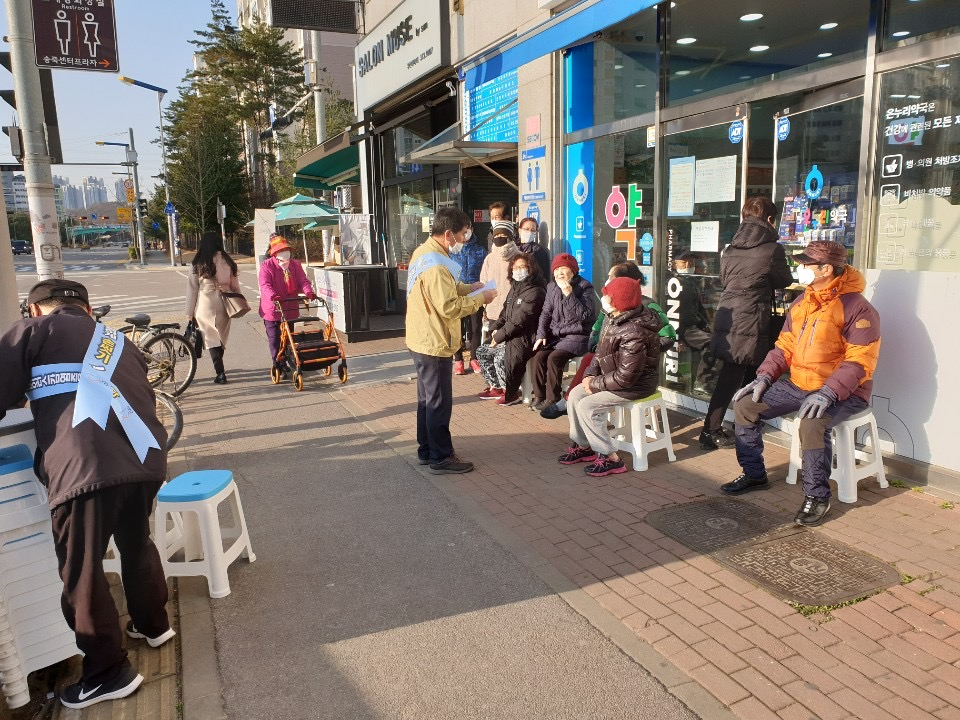
À Siheung le 13 mars.
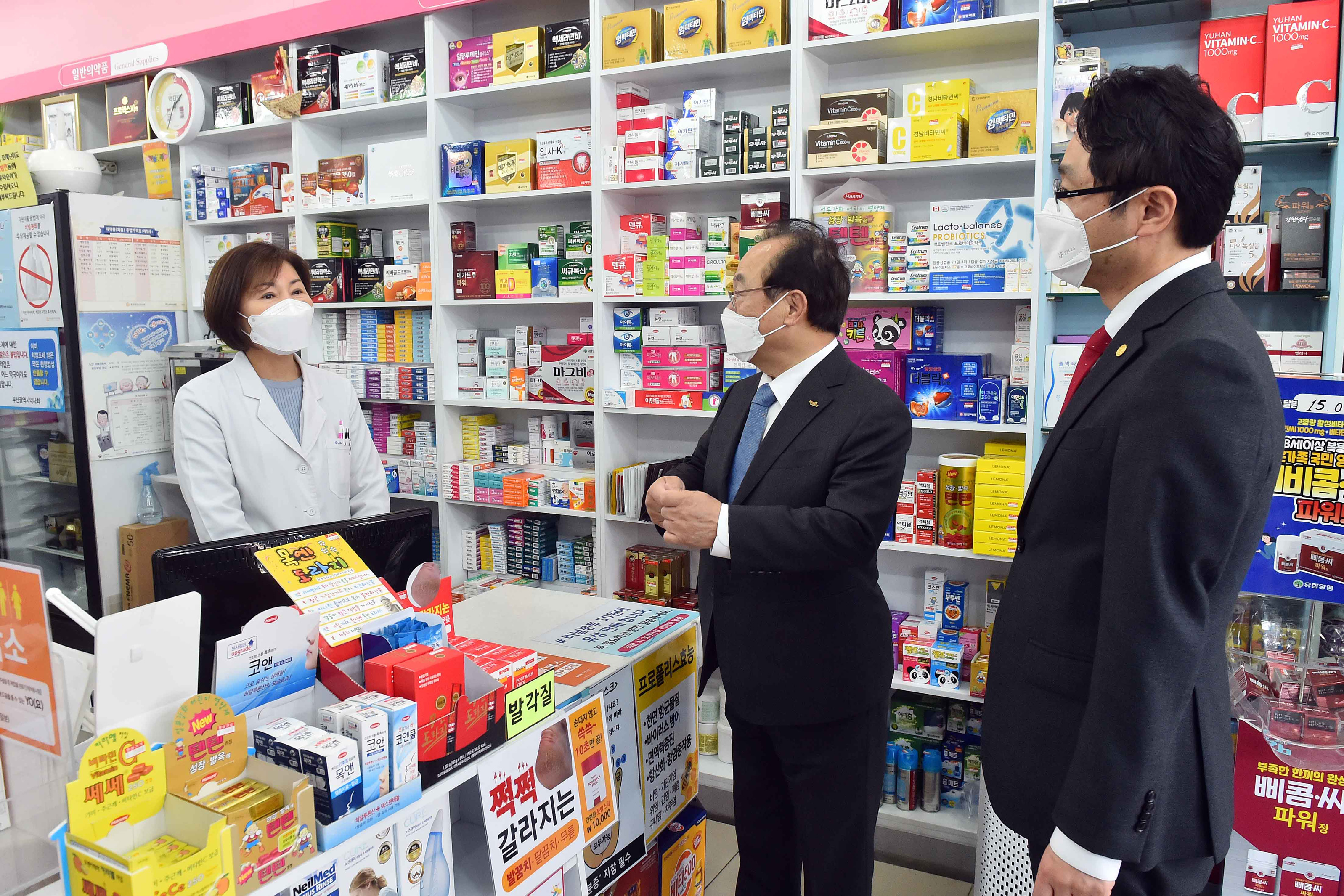
À Busan le 17 mars.
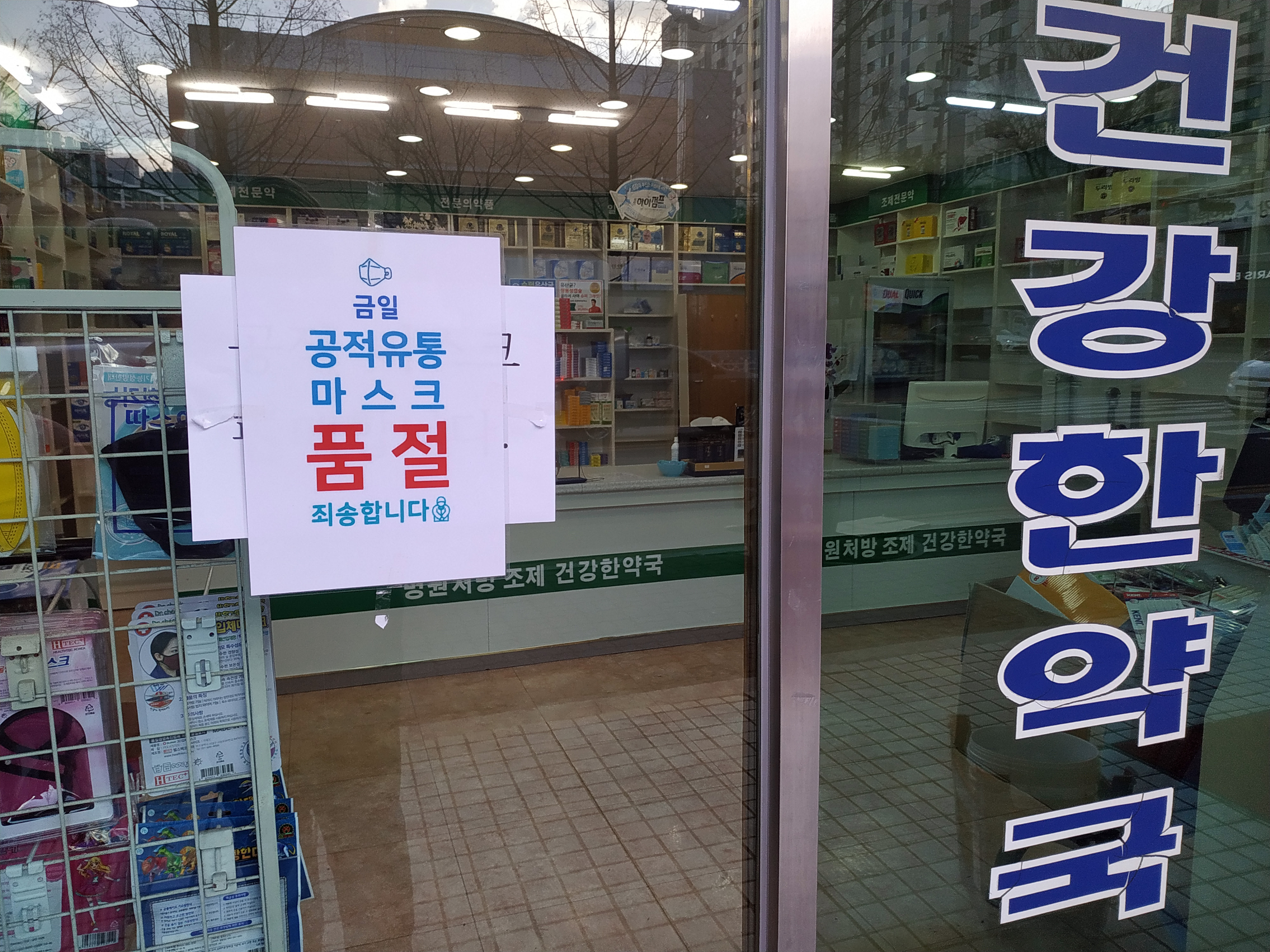
Rupture de stock à Daejeon le 15 mars.
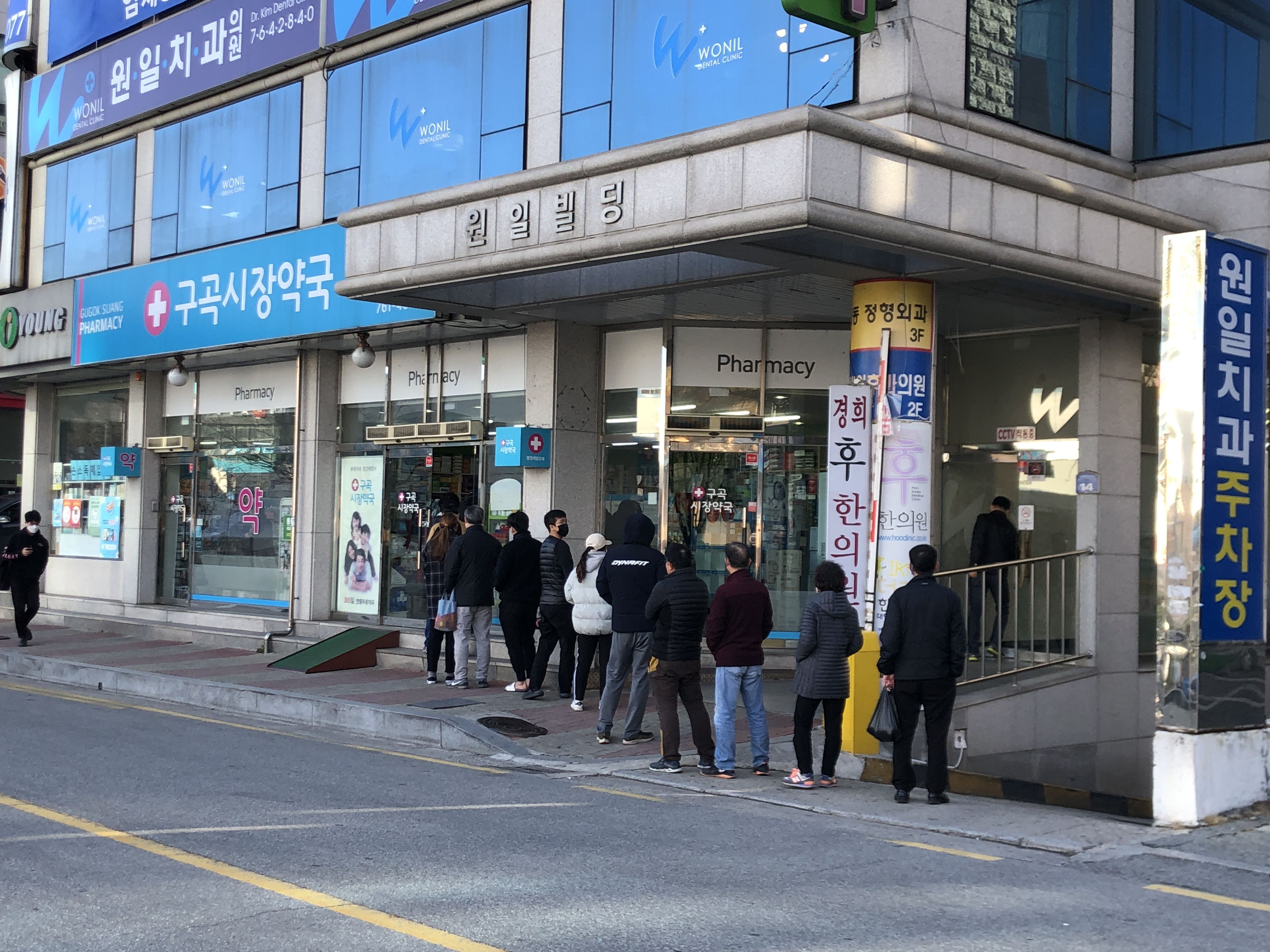
À Wonju le 14 mars.

### Désinfection

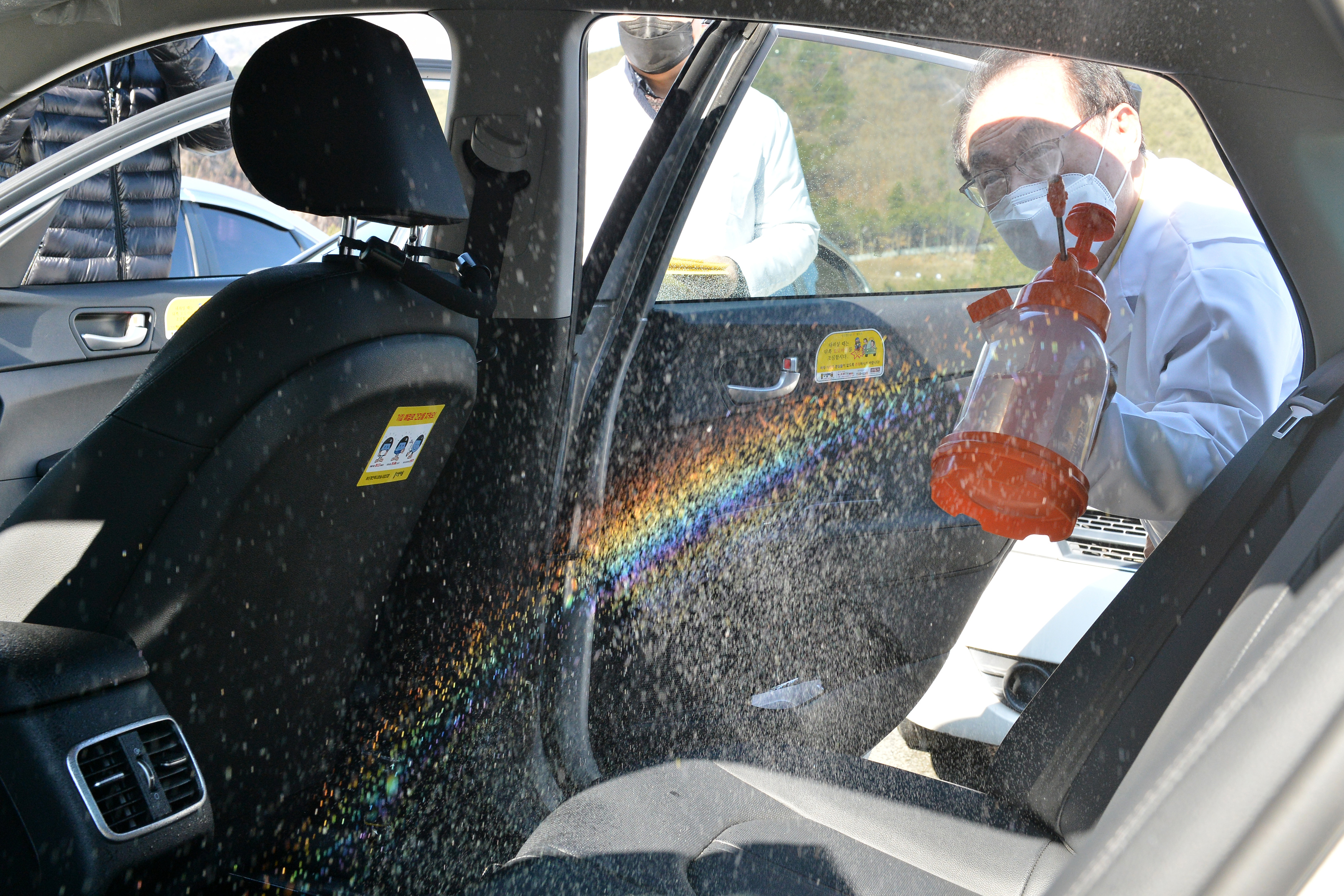
Désinfection de la voiture du maire de Pusan le 13 février 2020.

Une campagne de désinfection intense est menée dans les jours qui suivent les premières détections et cette campagne se renforce lorsque le nombre de cas confirmés augmente sous l'effet des rassemblements de l'Église Shincheonji de Jésus. La propreté des zones à haut risque est améliorée. Les autobus, chemins de fer, taxis, métro et autres installations publiques sont constamment désinfectés,. À chaque nouveau cas de résultat positif au test de dépistage, tous les lieux visités par la personne sont décontaminés.

Utilisation d'un drône désinfectant à Seongnam
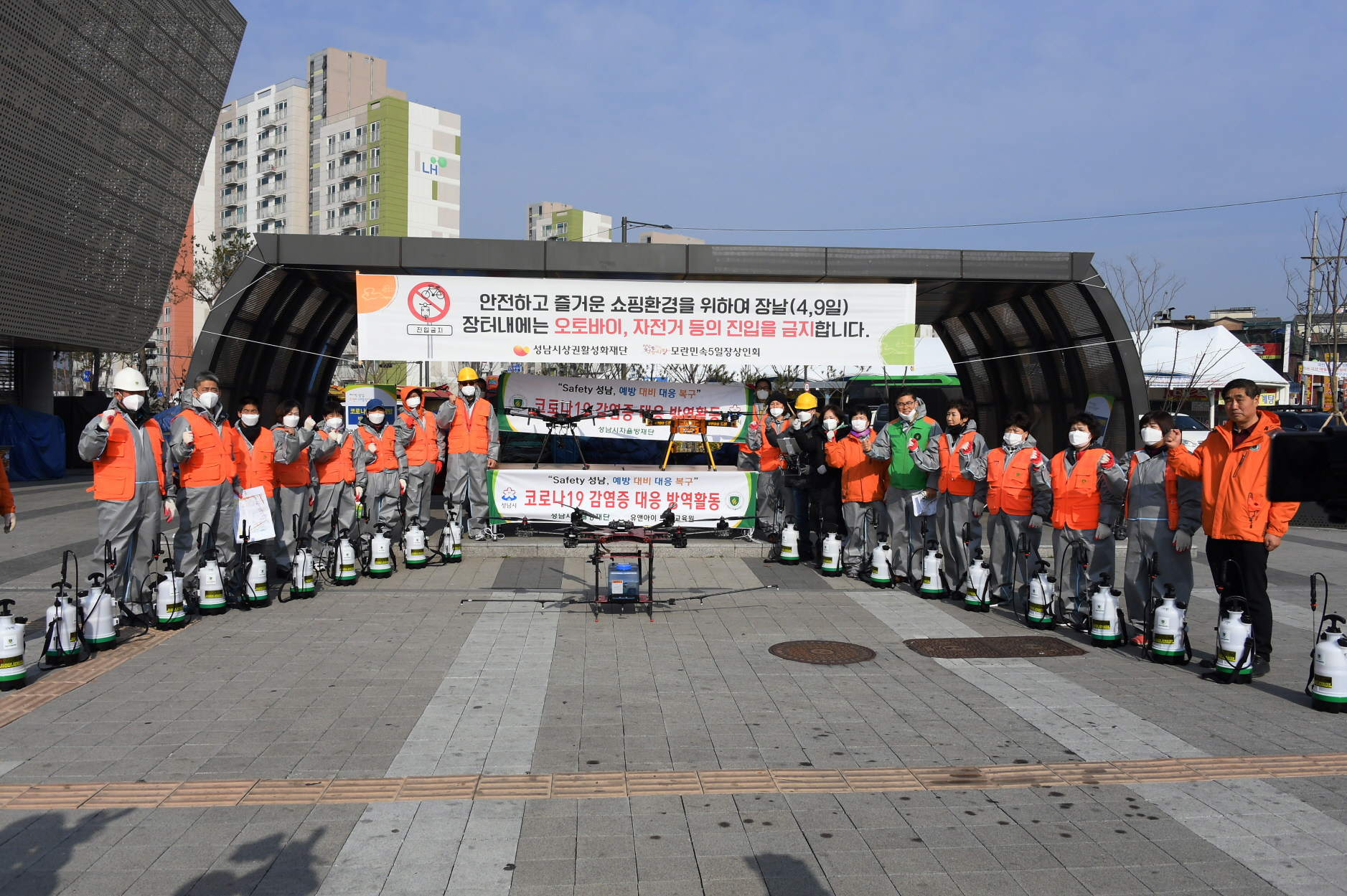
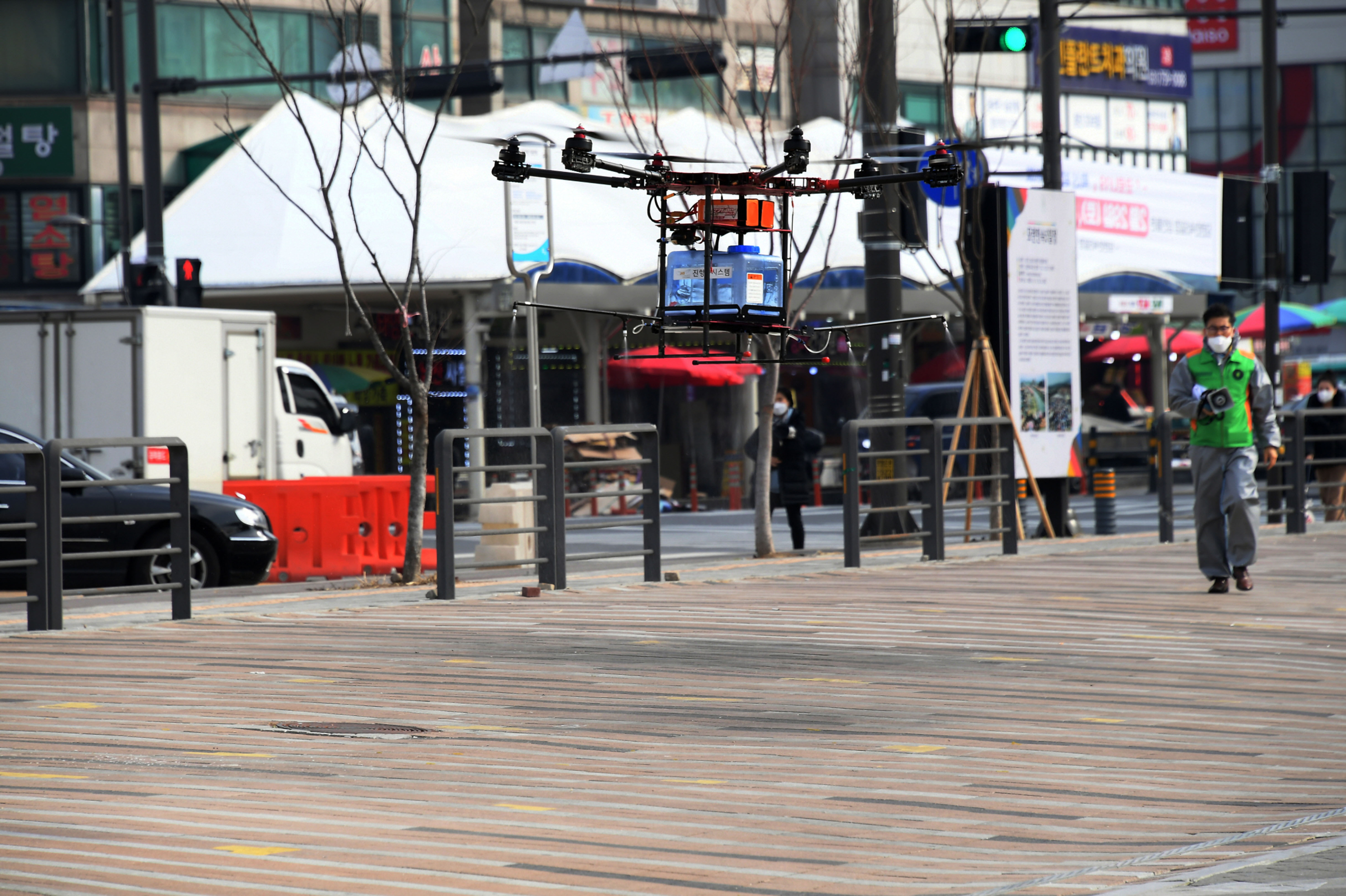
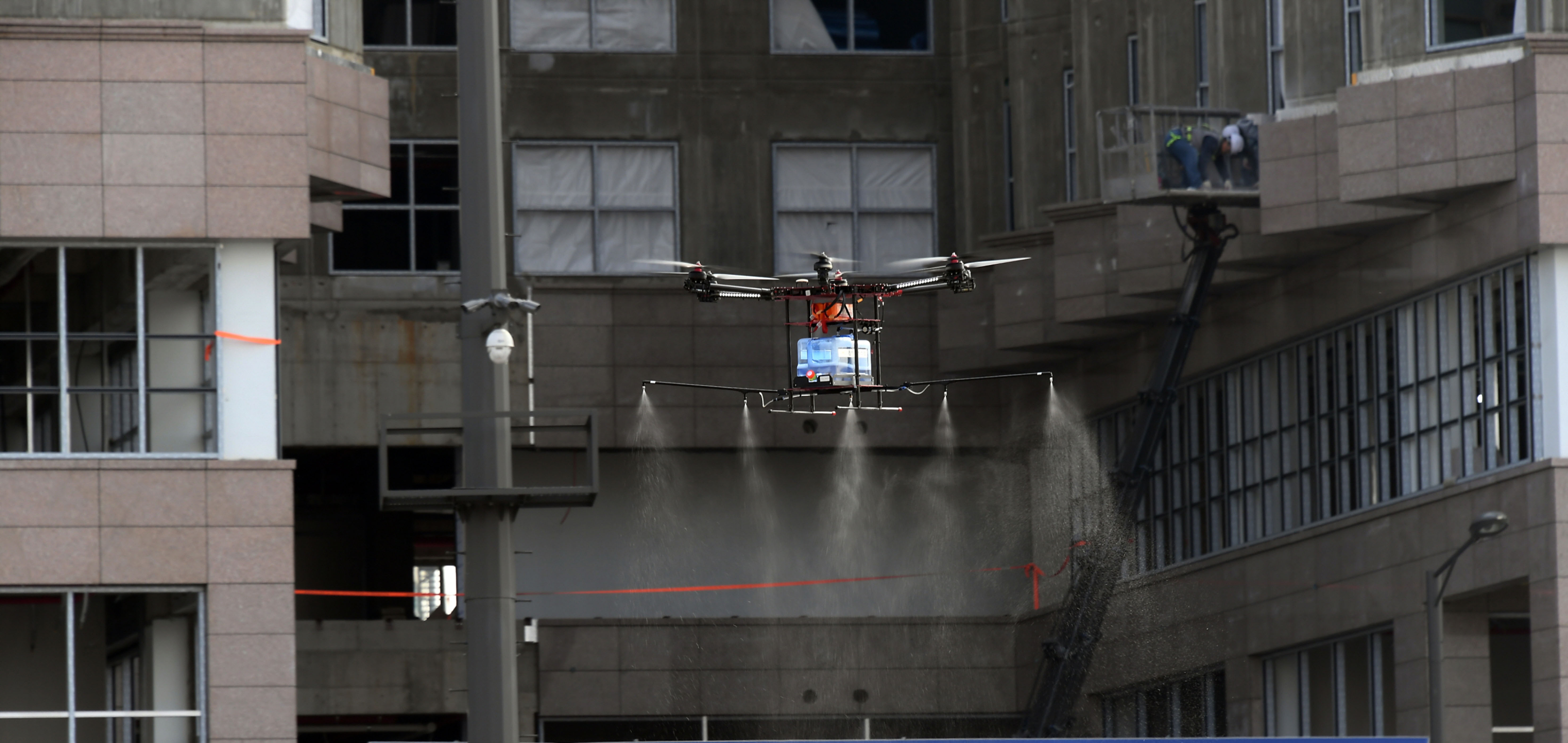

Des bouteilles de gel hydroalcoolique pour se désinfecter les mains sont installées partout en Corée du Sud : à l'entrée des bâtiments publics, des bus, des magasins, dans la rue, dans les marchés et dans les ascenseurs des immeubles.

### Recherche de médicaments et campagne de vaccination
La Corée du Sud participe aux efforts de recherche de médicaments et d'un vaccin capables de neutraliser le coronavirus. Le président Moon Jae-in annonce l'injection de 210 milliards de wons (172 millions de dollars) afin de soutenir les projets sur le développement d'un vaccin. Les Sud-Coréens comptent 150 participants à des essais cliniques sur la chloroquine.
Le 13 avril, l'Institut national de la Santé en Corée et la société biopharmaceutique locale Celltrion (en) annoncent avoir identifié 38 anticorps capables de neutraliser le coronavirus à partir du sang des personnes testées positives dont 14 auraient une forte capacité de neutralisation. Des analyses complètes et détaillées à venir doivent porter sur ces anticorps avant que des tests soient menés sur des animaux.
Alors que la Corée du Sud avait opté pour une stratégie de vaccination prudente par le suivi et l'analyse de la distribution de vaccins dans les pays gravement touchés, la troisième vague de contamination oblige le gouvernement à avancer le calendrier de vaccination.
La Corée du Sud commande des vaccins d'AstraZeneca, Janssen et surtout Pfizer et Moderna. Le pays lance sa campagne de vaccination au premier trimestre 2021 avec les vaccins d'AstraZeneca.
En mars 2022, la Corée du sud est l'un des pays les plus vaccinés au monde, plus de 85% de la population a reçu au moins une dose et plus de 60% les trois doses.
Les mises à jour quotidiennes sont fournies par les Centres coréens de contrôle et de prévention des maladies.
Pour des raisons techniques, il est temporairement impossible d'afficher le graphique qui aurait dû être présenté ici.

Vaccins livrés par entreprise pharmaceutique (17 mai 2021)
- Pfizer-BioNTech (11 488 000) (46,01 %)
- Oxford-AstraZeneca (11 268 000) (45,22 %)
- Moderna (1 151 000) (4,62 %)
- Janssen (1 012 800) (4,06 %)

### Distanciation sociale

#### Évolution des restrictions
À partir du 18 avril, le nombre de nouveaux cas ralentit en dessous de quinze par jour. Le gouvernement coréen procède alors à l'assouplissement des mesures de distanciation sociale et la reprise des rencontres sportives sans spectateur.
Toutefois, la mesure de distanciation sociale stricte est rétablie le 12 juin dans la région de Séoul pour une durée indéterminée en raison de l'émergence de plusieurs foyers de contamination.

## Statistiques
Pour des raisons techniques, il est temporairement impossible d'afficher le graphique qui aurait dû être présenté ici.

Pour des raisons techniques, il est temporairement impossible d'afficher le graphique qui aurait dû être présenté ici.

Pour des raisons techniques, il est temporairement impossible d'afficher le graphique qui aurait dû être présenté ici.

Pour des raisons techniques, il est temporairement impossible d'afficher le graphique qui aurait dû être présenté ici.

Pour des raisons techniques, il est temporairement impossible d'afficher le graphique qui aurait dû être présenté ici.

## Réactions

### Réactions en Corée du Sud
Dès le 22 janvier, le président Moon Jae-in ordonne une mise en quarantaine et déploie une série de mesures préventives contre le coronavirus. Il justifie leur nécessité par la fréquence des voyages nationaux et internationaux pendant la période du Nouvel An lunaire. Le 23 janvier, le ministère des Affaires étrangères impose des restrictions en deux étapes sur les voyages vers Wuhan et la province du Hubei.
Le 23 février, le président Moon Jae-in décrète l'état d'urgence . Chose rarissime, la rentrée scolaire est reportée d'une semaine soit au 9 mars, puis de deux semaines (23 mars)  et enfin de deux semaines de plus (6 avril).
L'Église Shincheonji de Jésus, qui s'est retrouvée au centre de la propagation et qui suscitait déjà la controverse avant l'épidémie, est très vite accusée de manquer de transparence et de favoriser la transmission de la maladie. Le 24 février, un demi-million de personnes signent une pétition sur le site de la présidence demandant la dissolution de l'organisation. Shincheonji est incitée à coopérer avec le gouvernement et les autorités sanitaires afin de contenir le coronavirus. Elle fournit une liste de plus de 210 000 personnes, que le gouvernement juge incomplète avec au moins 70 000 nouveaux membres absents. Shincheonji fait part de ses difficultés à fournir une liste exhaustive, plusieurs de ses membres n'étant pas considérés comme des membres à part entière. Le 2 mars, la mairie de Séoul porte plainte contre douze dirigeants du mouvement qu'elle accuse de ne pas avoir encouragé leurs fidèles à la coopération avec les membres du personnel sanitaire pour empêcher la propagation du virus et d'avoir fourni une liste inexacte. Lee Man-hee s'excuse à genoux le même jour en public pour la responsabilité de Shincheonji dans la contamination.
Le président Moon Jae-in suscite des réactions contrastées. Dans un sondage effectué entre le 3 et le 5 mars, Moon Jae-in enregistre une hausse de popularité de deux points en une semaine pour les efforts entrepris dans la lutte contre le coronavirus ; cela comprend une réponse rapide, une communication transparente et un soutien matériel et financier envers la population ainsi que l'équipe médicale. Début mars, la popularité de Moon Jae-in monte à 44 % tandis que le pourcentage de désapprobation baisse à 48 %. Dans un premier temps, il se voit reprocher par ses opposants d'avoir tardé à réagir, de ne pas avoir fermé la frontière avec la Chine et d'y avoir envoyé du matériel en soutien tels que des masques qui manqué aux Sud-Coréens par la suite. Une pétition demandant sa destitution est signée par plus d'un million de personnes puis une autre pétition en soutien recueille également plus d'un million de signataires. Lors de la deuxième semaine de mars, la popularité du présent Moon Jae-in monte à 49 %, puis à 52,5 % deux semaines plus tard, atteignant son plus haut niveau depuis quatorze mois.
Si les mesures prises s'avèrent efficaces contre la pandémie, elles suscitent des controverses car accusées de porter atteinte à la vie privée des Coréens. Les critiques pointent la reconstitution et la publication des derniers déplacements des personnes infectées au moyen de la vidéosurveillance, des paiements en carte bancaire et des téléphones portables. Toutefois, la stratégie de traçage suscite peu d'objections en Corée du Sud, la loi obligeant l'hébergement des données sur des serveurs extérieurs à l'État et prévoyant leur destruction une fois la crise terminée. En avril 2020, un sondage sur mille participants montre qu'une « majorité écrasante » de personnes est favorable au dévoilement d'informations personnelles malgré les inquiétudes sur la vie privée.
À partir du 10 avril 2020, les autorités sud-coréennes reconnaissent l'infection au coronavirus en milieu professionnel comme accident du travail.

### Réactions internationales

Corée du Sud
Entrée interdite aux personnes provenant de Corée du Sud
Entrée interdite aux personnes provenant de certaines zones de Corée du Sud
Quarantaine obligatoire pour les personnes provenant de Corée du Sud
Autres restrictions (auto-confinement, exigences d'examen médical, mesures de surveillance)

Le 24 février 2020, quinze pays imposent des restrictions sur les voyages vers et depuis la Corée du Sud. Ce nombre augmente à cent-neuf le 10 mars, puis cent-cinquante-et-un le 17 mars. Néanmoins, une fois que la courbe d'infection s’aplatit, des pays comme la Thaïlande retirent la Corée du Sud de leur liste de « pays dangereux ».
L'explosion du nombre de cas de la fin février 2020 a des répercussions sur les exercices militaires conjoints entre la Corée du Sud et les États-Unis. Ils sont suspendus le 26 février. Les États-Unis cessent tous les voyages militaires depuis et vers la Corée du Sud le 8 mars.
Le média suisse Heidi.news estime que l'Europe a des leçons à tirer de la réponse sanitaire en Corée du Sud, alors que le pic de contamination semble en voie de stabilisation le 10 mars. Au fil des jours, de plus en plus de médias occidentaux évoquent un « modèle sud-coréen » et s'interrogent si les mesures prises par la Corée du Sud sont transposables dans leurs pays respectifs.
La lutte en Corée du Sud inspire celle de plusieurs pays, tels que l'Allemagne qui choisit d'opter pour la stratégie sud-coréenne. En Allemagne, l'ARD salue l'efficacité des méthodes de test développées en Corée du Sud telles que le dépistage en drive-in. Cette méthode est importée en Allemagne à partir du 8 mars, permettant le diagnostic positif de près de 25 000 personnes pour moins de 100 morts en date du 23 mars et de dépister 160 000 personnes par semaine. En revanche, certains pays souhaitent mettre en place la stratégie sud-coréenne mais échouent comme c'est le cas de l'Irlande qui ne parvient pas à atteindre le taux de dépistage quotidien nécessaire tout en manquant de masques. L'Irlande doit confiner sa population.
Vers le milieu du mois de mars 2020, les dirigeants des États-Unis, de la France, de l'Espagne et de l'Arabie saoudite, Donald Trump, Emmanuel Macron, Pedro Sánchez et le prince Mohammed ben Salmane, appellent chacun à leur tour le président de la Corée du Sud Moon Jae-in afin de se renseigner sur les méthodes de lutte contre le coronavirus en Corée en vue d'optimiser ceux dans leur pays,. La Belgique met en place la méthode de dépistage en drive-in mais rencontre des difficultés à cause de l'engorgement des laboratoires. Les États-Unis préparent également la mise en place de drive-in et demandent l'envoi de matériel médical à la Corée du Sud,. La Lituanie demande également l'aide de la Corée du Sud. La demande pour les kits de dépistage sud-coréens connaît une hausse venant des pays étrangers. Face à l'augmentation de la demande, la Corée du Sud priorise l'envoi de fournitures de quarantaine aux États-Unis, aux Émirats arabes unis et en Indonésie.
Des firmes multinationales contactent le gouvernement sud-coréen pour coopérer sur le développement de médicaments et de vaccins. C'est le cas de Bill Gates, fondateur de Microsoft.
Les critiques sur la méthode de traçage des victimes et le respect de la vie privée sont particulièrement émises en dehors du sol sud-coréen. En France, le ministre de la Santé Olivier Véran refuse la comparaison avec la Corée dont il dénonce le « tracking ». Selon RFI, ces traçages sont « acceptés par la population et très encadrés par la loi » et il ne s'agit pas de « cyber-dictature ».
Le rôle de la « patiente 31 » dans la propagation de la maladie suscite d'importants débats internationaux sur les super-propagateurs,. Son exemple est aussi régulièrement cité afin d'appeler la population d'un pays à respecter les recommandations officielles ou à se faire dépister. Pour les communicants, la formule « Ne soyez pas la patiente 31 ! » devient un cri de ralliement poursuivant ce but.

## Critiques et contestation

### Grève des médecins en août 2020
En août 2020, les médecins prévoient une grève générale pour protester contre le plan de réforme du personnel médical.

### Surmenage des livreurs
La pandémie de Covid-19 entraîne une augmentation du commerce en ligne, ce qui entraîne une forte hausse de la charge de travail des livreurs de colis des grandes plateformes. Le volume du commerce en ligne connaît une hausse de 17 % à 42 % en un an dans l'alimentaire au mois d'octobre,. Du début de la pandémie au 1er décembre 2020, quinze livreurs sont retrouvés morts. Le phénomène prend le nom de « kwarosa » qui signifie littéralement « mourir de surmenage ».
Les livreurs sont souvent des travailleurs indépendants aux conditions précaires qui craignent de perdre leur travail.
Les conditions de travail des livreurs suscitent de l'émotion dans l'opinion publique sud-coréenne. Des messages intitulés « ce n'est pas grave d'être en retard » sont publiés sur les réseaux sociaux.

### Surmenage des enquêteurs épidémiologiques
La troisième vague de Covid-19 en Corée du Sud met à rude épreuve la méthode des 3T appliquée dans le pays. Les enquêteurs épidémiologiques ont pour rôle de déterminer les voies de transmission et les cas-contacts et de contrôler l'exécution des mesures d'auto-isolement et de surveillance. Toutefois, l'augmentation des nouveaux cas et le surmenage des enquêteurs épidémiologiques rend les enquêteurs moins efficaces, entraînant une hausse du nombre d'infections par voie de transmission inconnue.

## Conséquences

### Société
La Corée du Sud déplore peu de victimes en comparaison d'un grand nombre de pays du monde. Parmi les victimes connues figure Lee Cha-su mort le 9 mars à Daegu.
La pandémie a moins de conséquences sur la vie des Sud-Coréens que dans la majorité des autres pays touchés. Aucune mesure de confinement à grande échelle du même type qu'en Italie ou en France n'est prise. Le report de la rentrée scolaire au 23 mars, puis au 6 avril est toutefois un événement inédit, l'éducation étant très importante en Corée du Sud,. Le Premier ministre Chung Sye-kyun annonce une reprise des cours en ligne à partir du 9 avril avec un report des examens. Les événements festifs sont annulés et de nombreux centres commerciaux ferment. En revanche, d'autres activités rencontrent un succès important tel le cinéma en plein air.
Le vice-ministre de l'Économie et des Finances Kim Yong-beom s'inquiète des conséquences négatives de la pandémie qui pourrait accélérer la diminution de la population sud-coréenne. Le taux de fécondité est en effet de 0,92 en 2019.

### Politique
La bonne gestion de la pandémie en Corée permet la tenue des élections législatives le 15 avril dans le pays. Le rebondissement conséquent de la popularité du gouvernement Moon Jae-in lui permet de remporter une victoire nette avec 180 sièges obtenus et un taux de participation historiquement élevé de 66,19 %.
Le leader de la secte Shincheonji est arrêté en aout 2020 pour entrave à la lutte contre le coronavirus. Il lui est reproché d’avoir donné aux autorités sanitaires des registres inexacts des rassemblements, alors que son église est au centre de l’irruption de l’épidémie dans le pays en février.

### Économie
La contagion a des conséquences sur la croissance économique en Corée du Sud. Dès le début de l'épidémie, la Banque de Corée prévoit une baisse de 0,2 points sur l'année 2020 à 2,1 % puis baisse le taux d'intérêt de 1,25 % à 0,75 %, un niveau historiquement bas.

Économie de la Corée du Sud pendant la pandémie
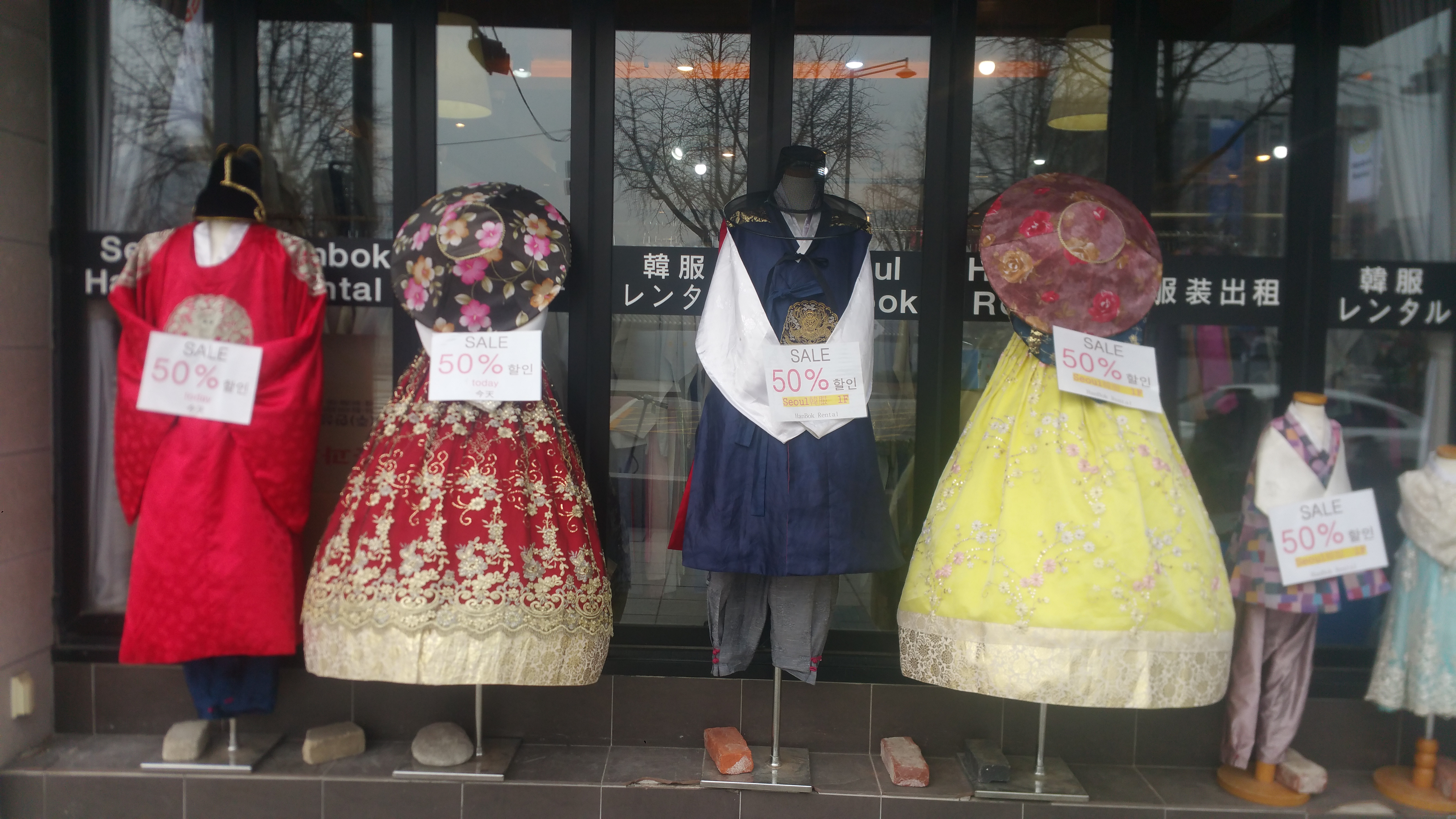
Les prix de hanbok en zone touristique à Séoul sont réduits de 50 %.
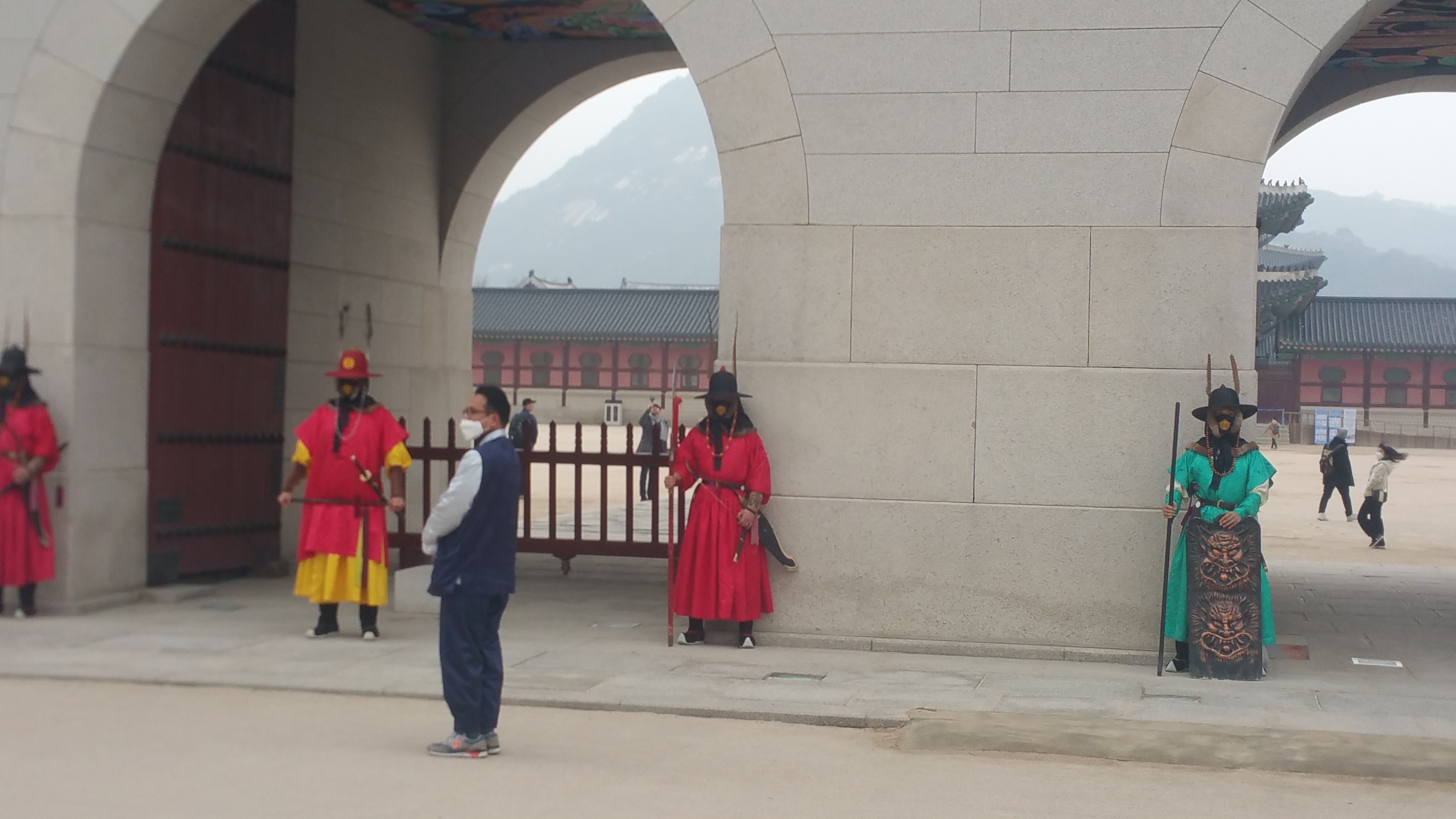
Faible nombre de touristes à Gyeongbokgung. Des masques sont intégrés à la tenue des gardes du palais.

Néanmoins, l'économie continue de fonctionner d'après le professeur de finances coréen Ahn Jung-hyun. C'est davantage la paralysie par le virus des chaînes d'approvisionnement mondiales et la demande des consommateurs qui inquiètent le ministère de l'Économie et des Finances.
Le gouvernement sud-coréen désigne quatre secteurs de l'industrie durement touchés par la crise et propose une aide financière et un plan de soutien. Parmi les secteurs les plus touchés se trouvent le tourisme et l'industrie cinématographique. L'Association internationale du transport aérien demande au gouvernement un plan de sauvetage et de soutien aux compagnies aériennes sud-coréennes « en danger grave et immédiat d'insolvabilité ». Le gouvernement reporte le paiement des cotisations sociales et des impôts, ainsi celui de l'échéance de prêts et garanties. Au 10 avril, le plan d'aide du gouvernement s'élève à 150 000 milliards de wons, soit 124 milliards de dollars. L'engagement sud-coréen est d'augmenter volume de l'aide de 240 000 milliards de wons pour les entreprises touchées par la pandémie. Les personnes qui reçoivent cette aide auront des obligations d'aider les autres dans le besoin tandis que celles qui choisissent de ne pas recevoir l'aide bénéficieront de déductions fiscales.
En raison de la baisse de la demande, plusieurs chaebols sud-coréens suspendent leur chaîne de production afin d'optimiser la gestion des stocks. C'est le cas entre autres de Hyundai Motor, de LG Electronics. Ces mesures s'ajoutent aux impacts de la baise mondiale liée aux effets de la pandémie à l'étranger,. Entre janvier et mars 2020, les ventes de Hyundai ont connu une chute de 11 % (904 746 unités) par rapport à la même période en 2019 (1 021 391 unités).
Face à l'écroulement de la demande mondiale liée à la pandémie, la Corée du Sud doit faire face en plus aux conséquences de la guerre commerciale sino-américaine, ainsi qu'à la guerre commerciale avec le Japon. À la différence de la Chine, la Corée prévoit d'engager une relance verte et des plans de financement pour les énergies renouvelables.

### Relations internationales
La politique de dépistage massif montrant de nombreux signes encourageants également en Allemagne, la Corée du Sud commence à exporter ou prévoit l'exportation de dizaines de milliers de kits de dépistage à plus de quarante-sept pays demandeurs tandis que trente-neuf autres lui demandent une aide humanitaire.
En Amérique, les États-Unis ont également fait part de leur intérêt pour les kits de dépistage sud-coréens. L'envoi des tests commence le mardi 14 avril. L'État du Maryland se procure 500 000 tests du laboratoire LabGenomics, puis le Colorado 100 000 tests. Le 22 avril, la Food and Drug Administration approuve l'utilisation des kits de dépistage de la société Seegene. La population âgée étant plus vulnérable au virus, le gouvernement annonce sa volonté de fournir des masques aux vétérans étrangers de la Guerre de Corée. Au Brésil, la Corée du Sud exporte 1,3 million de kits de dépistage dont 725 000 livrés le 14 avril.
Au Moyen-Orient, la Corée du Sud a exporté 51 000 kits aux Émirats arabes unis,. L'Iran lance des négociations avec la Corée du Sud pour obtenir des kits de dépistage, mais la vente est bloquée à cause des sanctions américaines. La Corée du Sud reçoit néanmoins le 17 avril l'approbation des États-Unis pour le commerce humanitaire avec l'Iran.
Dans le domaine militaire, la Corée du Sud et les États-Unis annoncent le 23 avril la reprise des exercices militaires après moins de deux mois de suspension.

## Analyses

### Analyses internationales sur la gestion sud-coréenne
Selon La Croix, BFM TV et Science et Avenir, la gestion de la lutte contre le coronavirus en Corée du Sud peut être considérée comme un modèle,,. La réaction rapide du gouvernement qui a lancé une campagne de dépistage massive a contribué à réduire la propagation du virus. La forte culture de la transparence en Corée du Sud et le dépistage massif jusqu'à 25 000 tests par jour expliquent l'importance du nombre de cas confirmés ainsi qu'une faible létalité de 0,76 %,. Le respect des consignes du gouvernement par une population respectueuse a contribué de façon importante à contenir la propagation et a permis de réduire le nombre de cas. Pour The Washington Post, la Corée du Sud prouve qu'une démocratie peut gérer efficacement la lutte contre le coronavirus. Selon BFM TV, la politique de dépistage et de traçage présente néanmoins l'inconvénient de concentrer l'attention sur certaines zones précises, réduisant la visibilité d'autres foyers potentiellement naissants.
La Corée du Sud est l'un des seuls pays à être parvenu à contenir la pandémie sans mesure de confinement ni fermeture des frontières, bien que le nombre de cas soit élevé. Plusieurs aspects de la réponse sud-coréenne ressemblent aux approches taïwanaise et singapourienne, également considérées comme des exemples : anticipation de la crise, réaction rapide du gouvernement, recours à des procédures mises au point à la suite de l'épidémie de MERS en 2015. En revanche, la Corée du Sud se distingue de ces cas par la lutte contre l'important foyer de Daegu lié aux activités de l'église Shincheonji de Jésus qui a accéléré la décision du gouvernement de recourir à un dépistage massif. Pour Le Monde, la lutte contre ce foyer met en lumière le fonctionnement opaque de nombreuses sectes religieuses en Corée du Sud qui revendiquent des centaines de milliers de fidèles et les problèmes que leur existence pose au fonctionnement de la démocratie. Le Monde conforte ce constat lors de la seconde vague dans laquelle l'église évangélique Sarang Jeil joue un rôle central.